# Dresden Hauptbahnhof

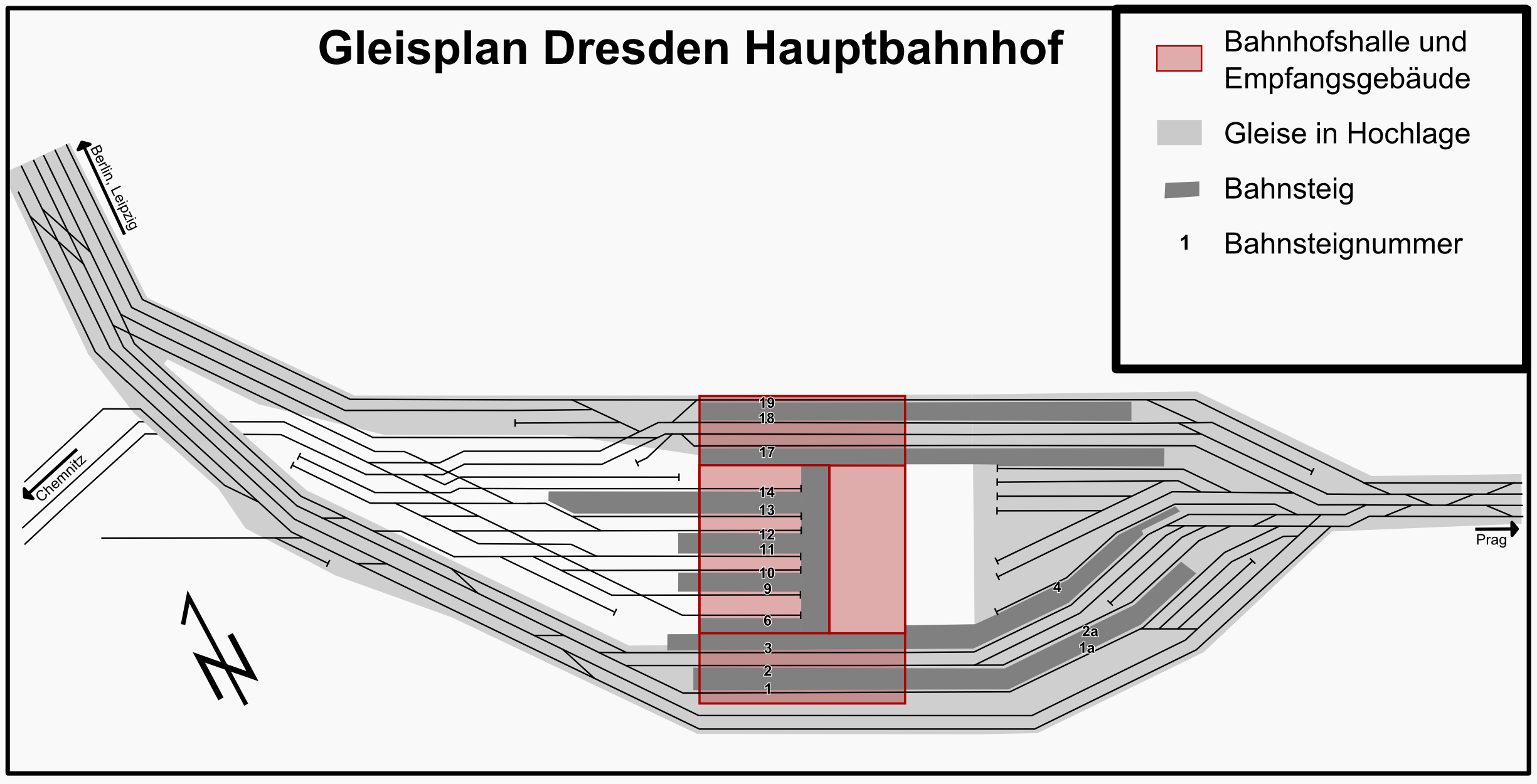
Gleisplan des Bahnhofs mit alter Bahnsteignummerierung

Dresden Hauptbahnhof (kurz Dresden Hbf) ist der größte Personenbahnhof der sächsischen Landeshauptstadt Dresden. Er ersetzte 1898 den Böhmischen Bahnhof der einstigen Sächsisch-Böhmischen Staatseisenbahn und wurde mit seiner repräsentativen Gestaltung als zentraler Bahnhof der Stadt konzipiert. Eine Besonderheit ist die Kombination aus Durchgangs- und Kopfbahnhof in zwei verschiedenen Ebenen. Die Hallen sind mit teflonbeschichteten Glasfaser-Membranen überdacht. Diese transluzente Dachgestaltung lässt seit der umfassenden Sanierung des Bahnhofs zu Beginn des 21. Jahrhunderts mehr Tageslicht als vorher in die Bahnhofshallen fallen.
Der Hauptbahnhof verknüpft im Eisenbahnknoten Dresden die Strecken Dresden-Neustadt–Děčín hl. n. und Dresden–Werdau (Sachsen-Franken-Magistrale) miteinander, die den Verkehr nach Südosten in Richtung Prag, Wien und weiter nach Südosteuropa ermöglichen, sowie nach Südwesten in Richtung Chemnitz weiter nach Nürnberg. Die Anbindung der Strecken in Richtung Norden (Berlin), Nordwesten (Leipzig) und Osten (Görlitz) erfolgt nicht vom Hauptbahnhof aus.
Der Bahnhof zählte 2018 täglich 381 Ankünfte und Abfahrten sowie jährlich 65.000 Reisende und Besucher. Vor der Corona-Pandemie waren es rund 64.000. Davon waren rund 70 Prozent Fahrgäste, die Übrigen Kunden in Läden und Lokalen.

## Lage und Umgebung

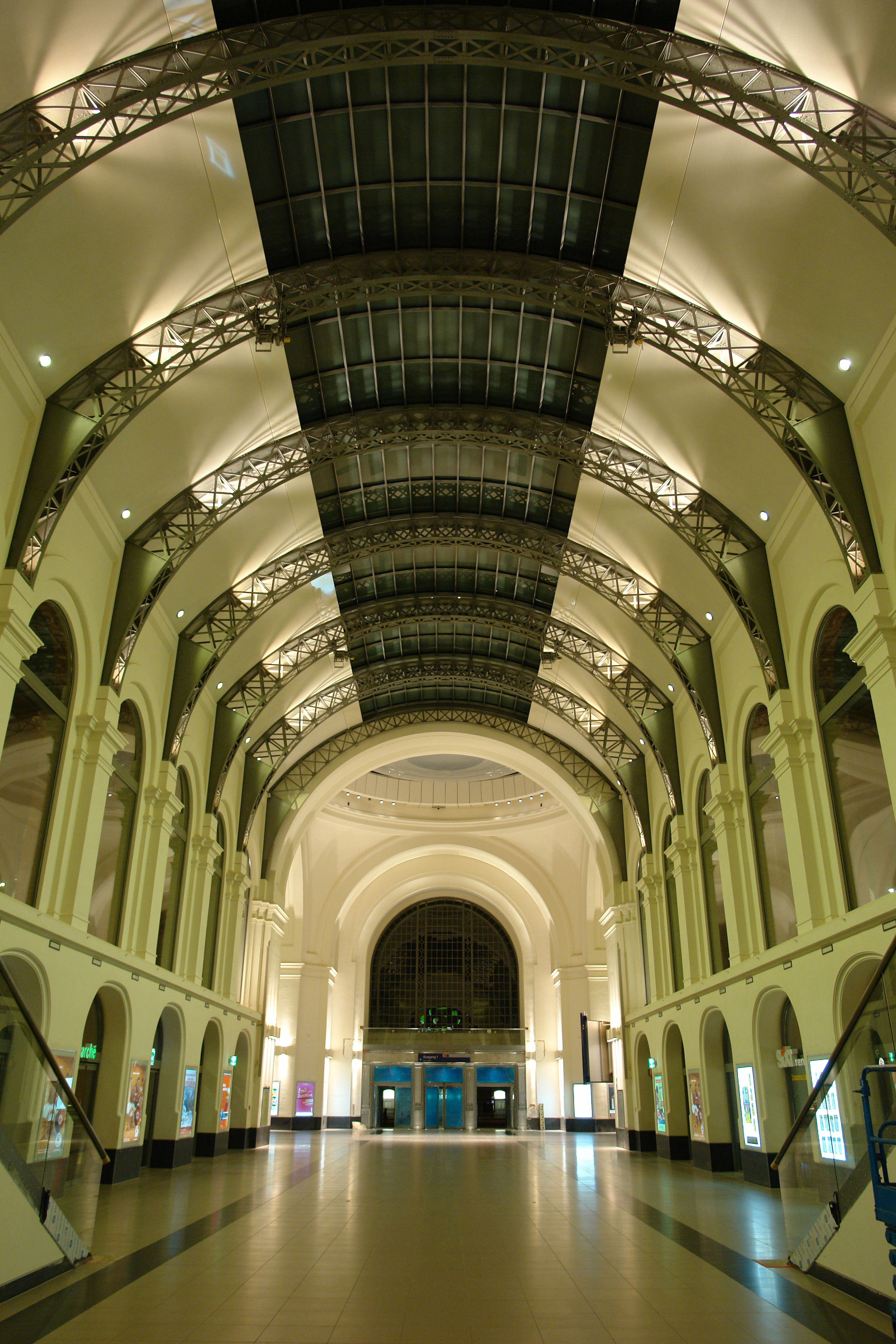
Neugestaltete Haupthalle am frühen Morgen

Der Hauptbahnhof befindet sich südlich der Altstadt in der Seevorstadt; an seiner Südseite grenzt das Schweizer Viertel der Südvorstadt an. Direkt neben dem Bahnhofsgelände befindet sich die Hochschule für Technik und Wirtschaft. Die Bundesstraße 170 unterquert in Nord-Süd-Richtung das Bahnhofsgelände östlich des Empfangsgebäudes.
Nach Norden hin beginnt über den Wiener Platz die Prager Straße, die innerstädtische Einkaufsmeile der Stadt. Der Straßenverkehr am Wiener Platz wird seit den 1990er Jahren durch einen Straßentunnel mit Tiefgarage geleitet, der Platz ist seitdem Fußgängerzone. Im Umfeld entstanden verschiedene größere Büro-, Geschäfts- und Wohngebäude in modernem Stil.

## Geschichte

### Vorgeschichte
Im Jahr 1839 eröffnete die Leipzig-Dresdner Eisenbahn-Compagnie die erste deutsche Ferneisenbahn von Leipzig bis zum Dresdner Endpunkt Leipziger Bahnhof. In den folgenden Jahrzehnten ergänzten weitere Eisenbahnstrecken die Fahrtmöglichkeiten von Dresden aus. Dabei errichtete jede Privatbahn einen eigenen Bahnhof als Endpunkt ihrer Strecke. Der im Jahr 1847 eingeweihte Schlesische Bahnhof markiert den Startpunkt der Bahnstrecke Dresden–Görlitz und im Jahr 1848 eröffnete der Böhmische Bahnhof der Strecke in Richtung Böhmen. Der weitere sieben Jahre später in Betrieb genommene Albertsbahnhof diente der Strecke in Richtung Chemnitz und im Jahr 1875 eröffnete der Berliner Bahnhof, an dem die Strecke nach Berlin begann.
Zwischen 1800 und 1900 wuchs die Einwohnerzahl Dresdens von 61.794 auf 396.146 an. In der Folge stieg das Verkehrsbedürfnis enorm. Die bisherigen Eisenbahnanlagen erwiesen sich als unzureichend, um die erwartete räumliche Mobilität zu gewährleisten und das durch Bevölkerungszunahme und Industrialisierung entstandene erhöhte Verkehrsaufkommen zu bewältigen. Insbesondere waren die Gleisanlagen der nur unzureichend miteinander verknüpften Fernbahnhöfe nicht auf durchgehenden Verkehr ausgelegt und viele niveaugleiche Kreuzungen von Eisenbahn und Straße stellten ein wesentliches Verkehrsproblem dar.
Nachdem sich Ende der 1880er Jahre alle die Stadt berührenden Eisenbahnanlagen in Staatshand befanden, entschloss sich die sächsische Regierung zu einer grundlegenden Umgestaltung des Eisenbahnknotens Dresden unter Federführung von Baurat Otto Klette. Dabei sollte ein neuer Zentralbahnhof entstehen, über dessen Standort jedoch lange Zeit keine Einigkeit bestand. Nach dem Elbhochwasser im März 1845 hatte der Vermessungsinspekteur Karl Pressler angeregt, die Weißeritz nach Cotta umzuleiten und das bisherige Flussbett für einen Zentralbahnhof zu nutzen. Die Planer griffen diese Idee teilweise auf und realisierten im ehemaligen Flussbett eine höhergelegte Verbindungsstrecke zwischen den Fernbahnhöfen. Als neuen Hauptbahnhof sahen sie jedoch den ehemaligen Böhmischen Bahnhof vor. Dieser war einerseits am stärksten frequentiert und lag andererseits in unmittelbarer Nähe der Prager Straße (Dresden), die sich im letzten Viertel des 19. Jahrhunderts zur bedeutendsten Geschäftsstraße der Stadt entwickelt hatte.

### Böhmischer Bahnhof
Am 1. August 1848 nahm die Sächsisch-Böhmische Staatseisenbahn den Böhmischen Bahnhof als Endpunkt ihrer zunächst nur bis Pirna reichenden Strecke in Betrieb. Er bestand zunächst nur aus einem scheunenartigen Fachwerkgebäude, das vier Gleise überspannte, sowie aus ebenfalls provisorisch errichteten Maschinenschuppen, Wagenremisen und Werkstätten.

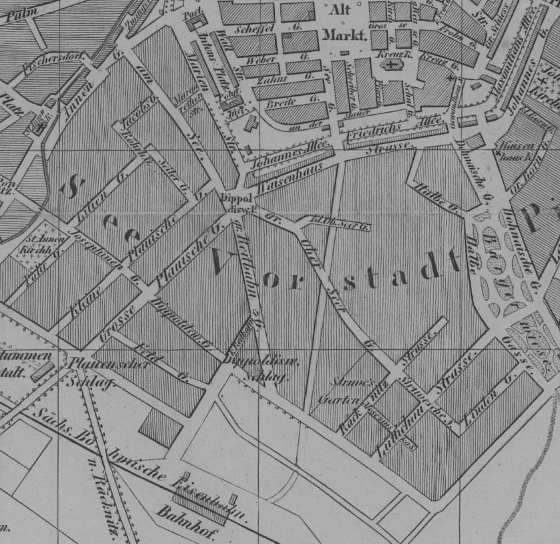
Im Jahr 1851 liegt der Böhmische Bahnhof noch außerhalb des bebauten Gebiets und die Richtung Altmarkt verlaufende Prager Straße ist noch im Entstehen

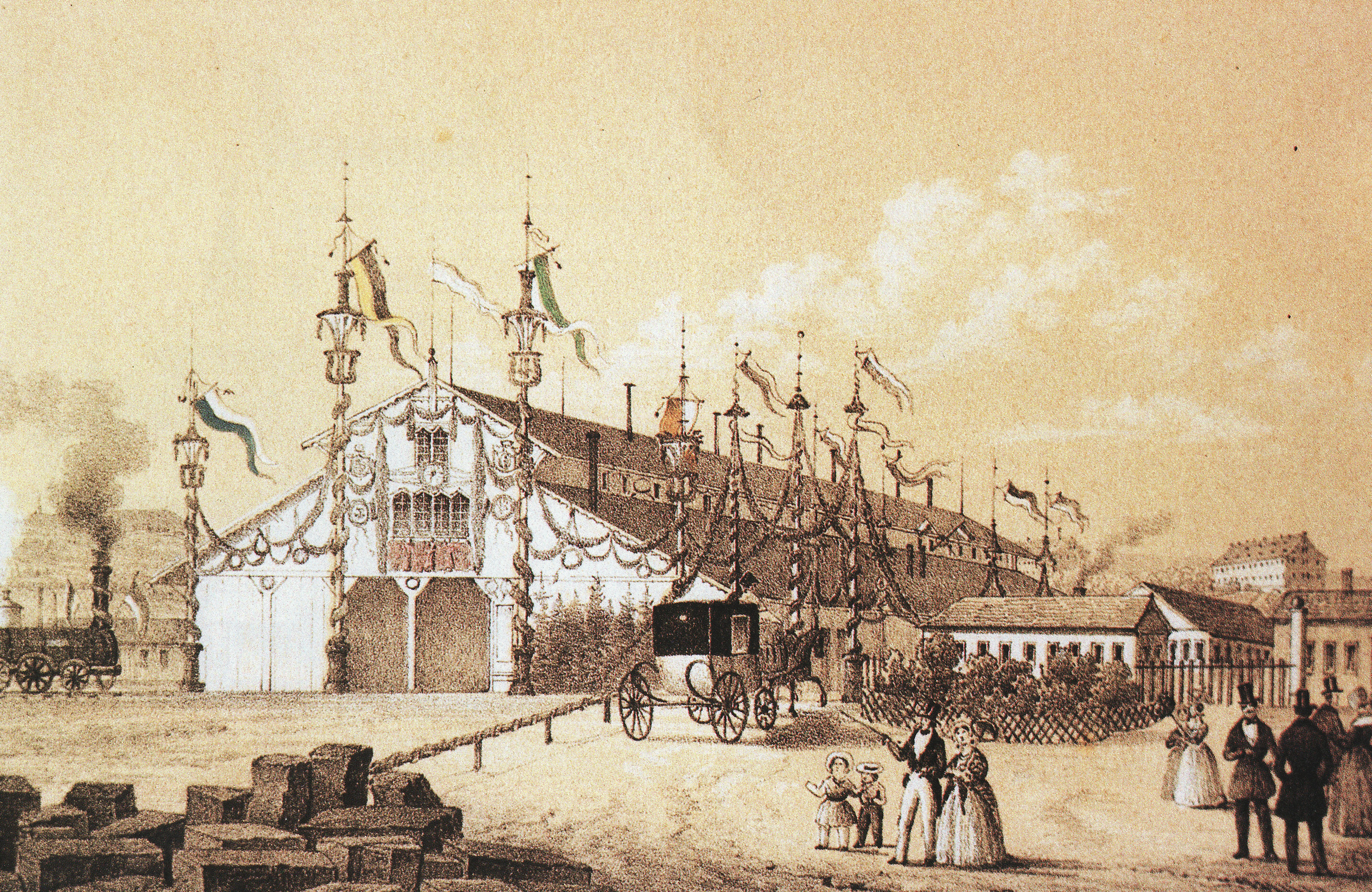
Das provisorische Empfangsgebäude des Böhmischen Bahnhofs zur Eröffnung 1851

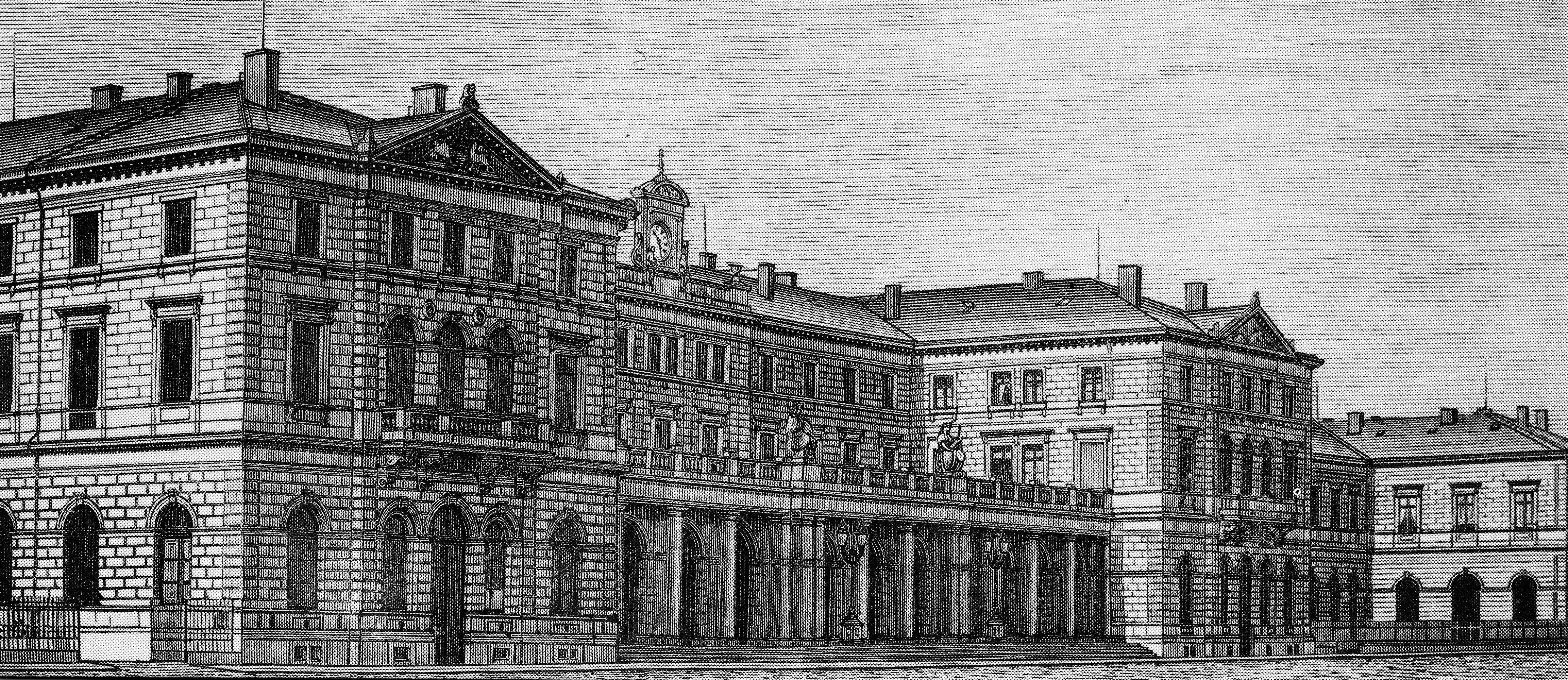
Dieses 1861 bis 1864 erbaute Empfangsgebäude ersetzte das Provisorium

Die feierliche Eröffnung erfolgte erst am 6. April 1851, zeitgleich mit der Verlängerung der Strecke bis nach Bodenbach (heute: Děčín). Ein gutes Jahr später – Dresden wurde gerade zur Großstadt – ermöglichte die Fertigstellung der für den Straßen- und Bahnverkehr nutzbaren Marienbrücke am 19. April 1852 den Durchgangsverkehr durch den Böhmischen Bahnhof bis zu dem Leipziger Bahnhof und dem Schlesischen Bahnhof auf der Neustädter Seite.
Von 1861 bis 1864 wurden die dem Personenverkehr dienenden Anlagen in westlicher Richtung verlegt, um für einen Neubau Platz zu schaffen. Am 1. August 1864 ersetzte ein solides neues Empfangsgebäude das vorherige Provisorium. Vier Flügelbauten gliederten das 184 Meter lange, von Karl Moritz Haenel und Carl Adolph Canzler in Formen der italienischen Renaissance entworfene Gebäude. Zunächst wurde nur ein 370 Meter langer Hausbahnsteig realisiert, der jedoch die gleichzeitige Abfertigung zweier Züge erlaubte. Ein zusätzlicher 360 Meter langer Inselbahnsteig entstand in den Jahren 1871 und 1872. Diese Erweiterung war notwendig geworden, da der Böhmische Bahnhof im Jahr 1869 den Personenverkehr der Bahnstrecke Dresden–Werdau vom knapp zwei Kilometer nordwestlich gelegenen Albertsbahnhof übernahm, der fortan nur noch als Kohlenbahnhof diente. Damit wurde der Verkehr auch in Richtung Chemnitz bereits vor Errichtung des Hauptbahnhofes vom Böhmischen Bahnhof aus abgewickelt. Zusätzlich sollte der neue Hauptbahnhof den Personenfernverkehr des ebenfalls auf Altstädter Elbseite befindlichen, knapp drei Kilometer nordwestlich gelegenen Berliner Bahnhofs aufnehmen.

### Bau und Eröffnung

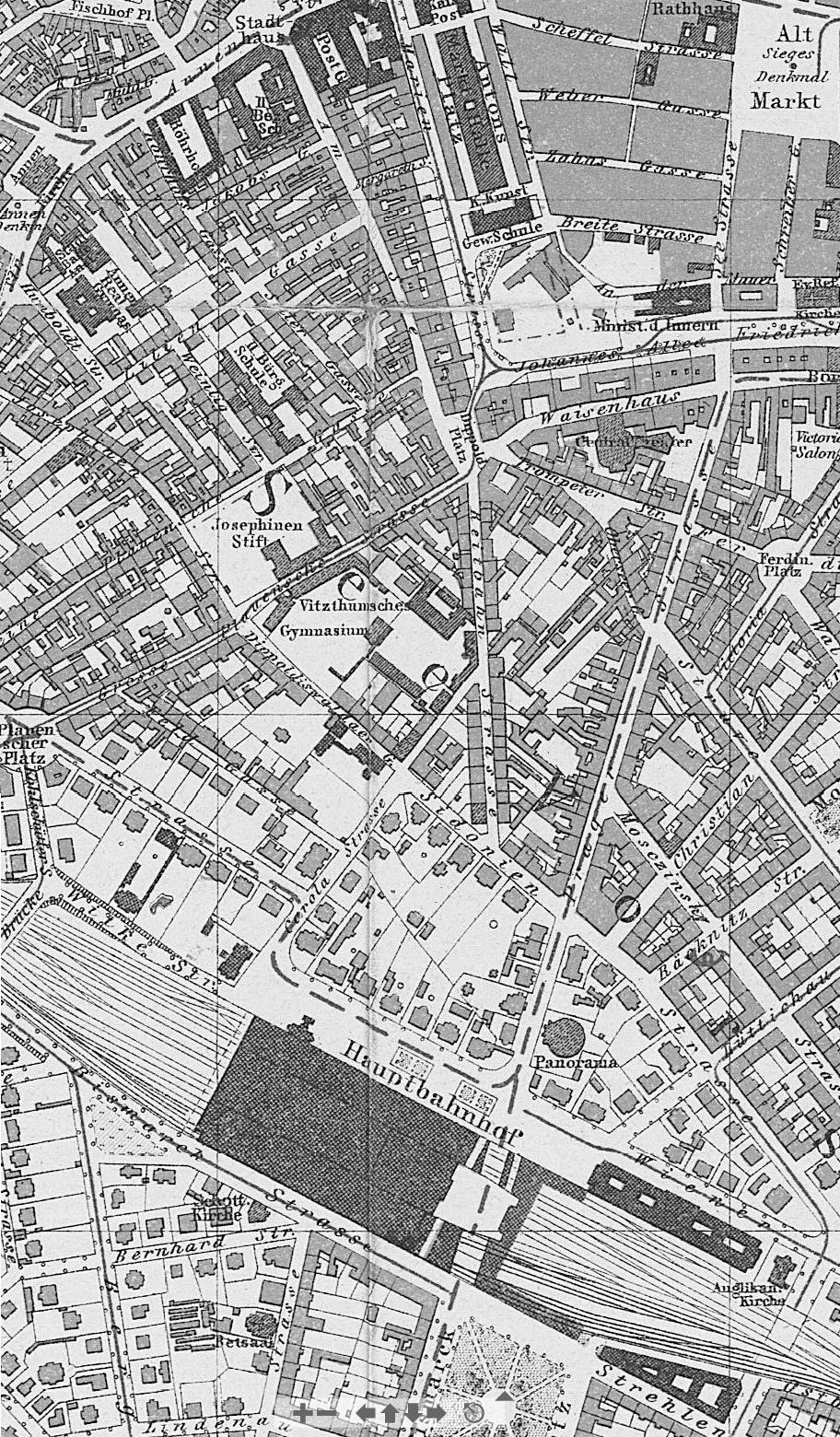
Die Lage des Hauptbahnhofs (1900)

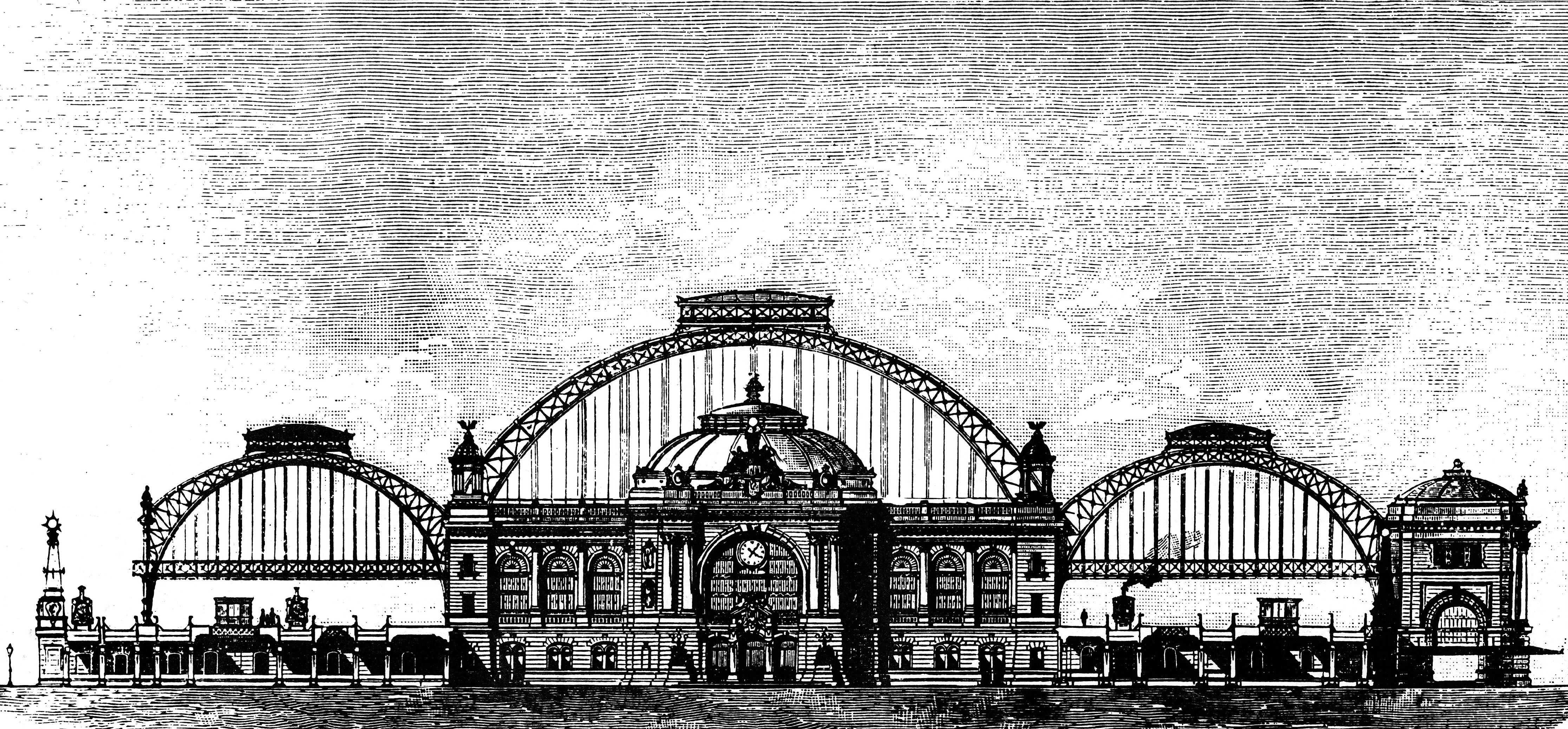
Dresdner Hauptbahnhof, Wettbewerbsentwurf von Giese & Weidner

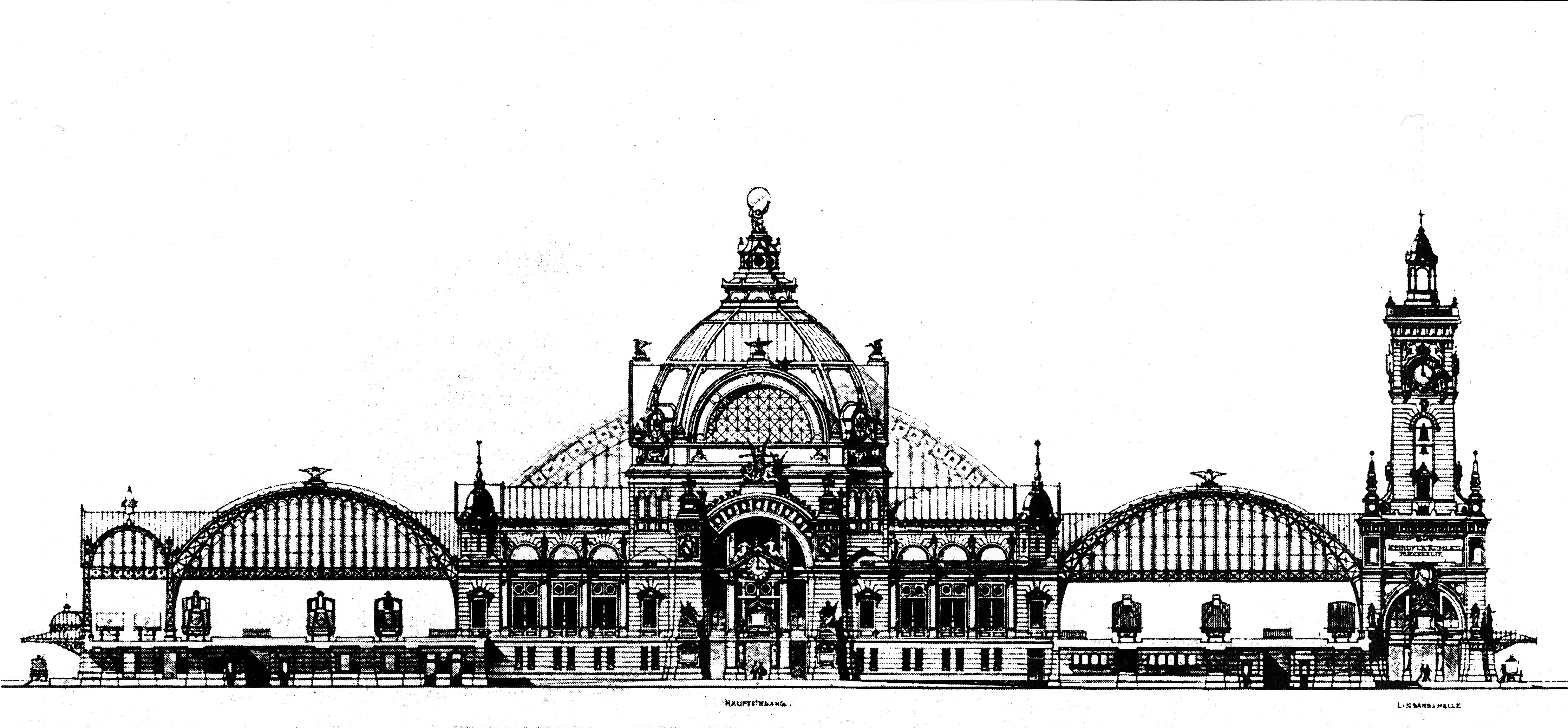
Dresdner Hauptbahnhof, Wettbewerbsentwurf von Roßbach

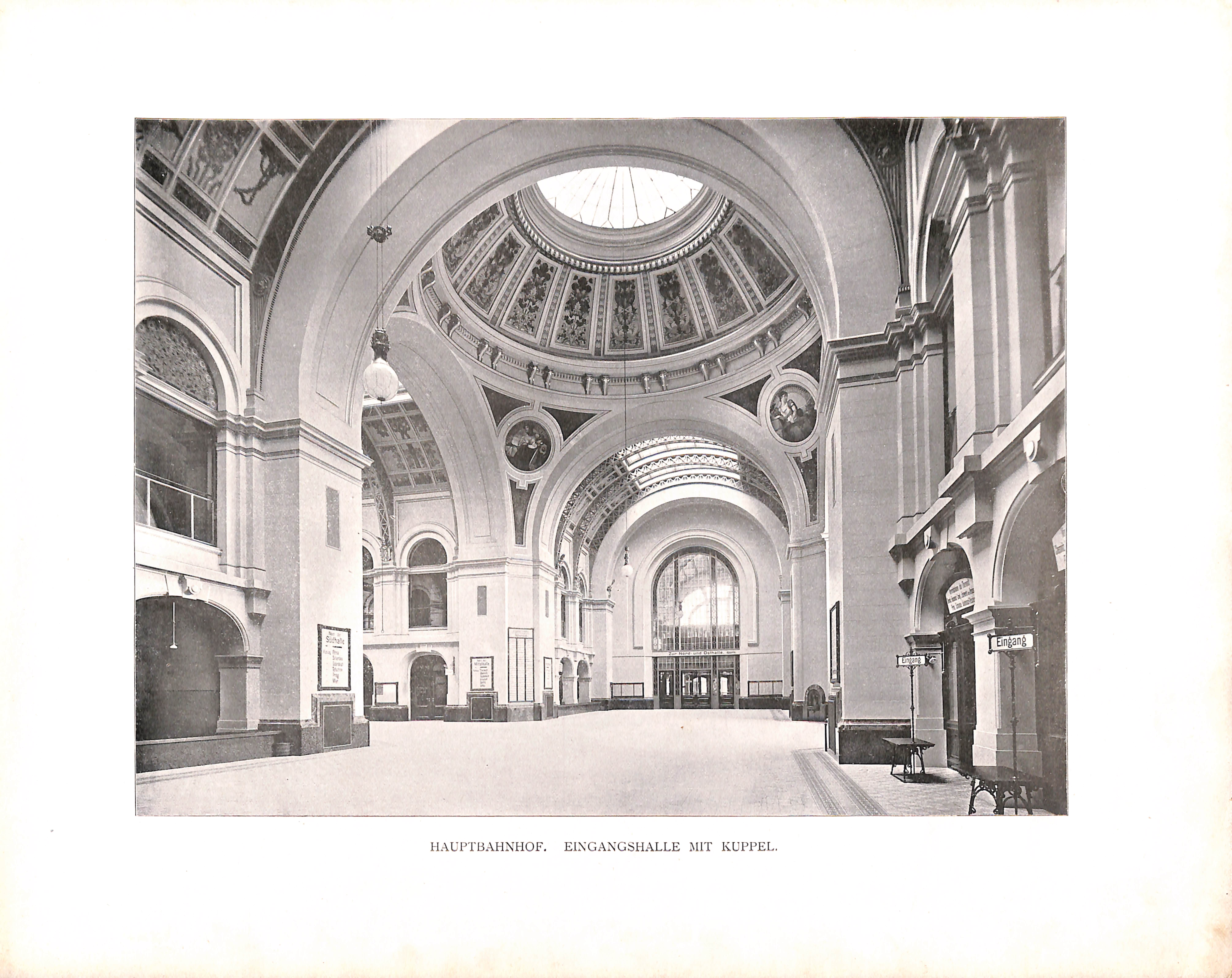
Eingangshalle um 1900

Die grundlegende funktionale Gestaltung des Hauptbahnhofs mit der Kombination einer großen Kopfbahnhalle in Tieflage und zwei flankierenden Durchgangshallen in Hochlage gilt als das Werk von Finanzrat Claus Koepcke und Otto Klette. Diese funktionalen Rahmenbedingungen lagen dem Wettbewerb des Jahres 1892 zur architektonischen Gestaltung des neuen Hauptbahnhofes zugrunde. Die Dresdner Bauräte Ernst Giese und Paul Weidner sowie der Leipziger Arwed Rossbach gewannen je einen ersten Preis. Der realisierte Entwurf enthält Elemente beider Entwürfe. Noch im selben Jahr begannen die von Ernst Giese und Paul Weidner geleiteten Bauarbeiten. Der Eisenbahnbetrieb lief im Böhmischen Bahnhof weiter, während die Südhalle entstand, die am 18. Juni 1895 dem Verkehr übergeben wurde. Danach konnte der Böhmische Bahnhof abgerissen und auf seinem Areal mit der Errichtung der Mittel- und Nordhalle begonnen werden. Bis zur Fertigstellung des Gesamtbauwerks diente die Südhalle als provisorische Abfertigungsanlage.

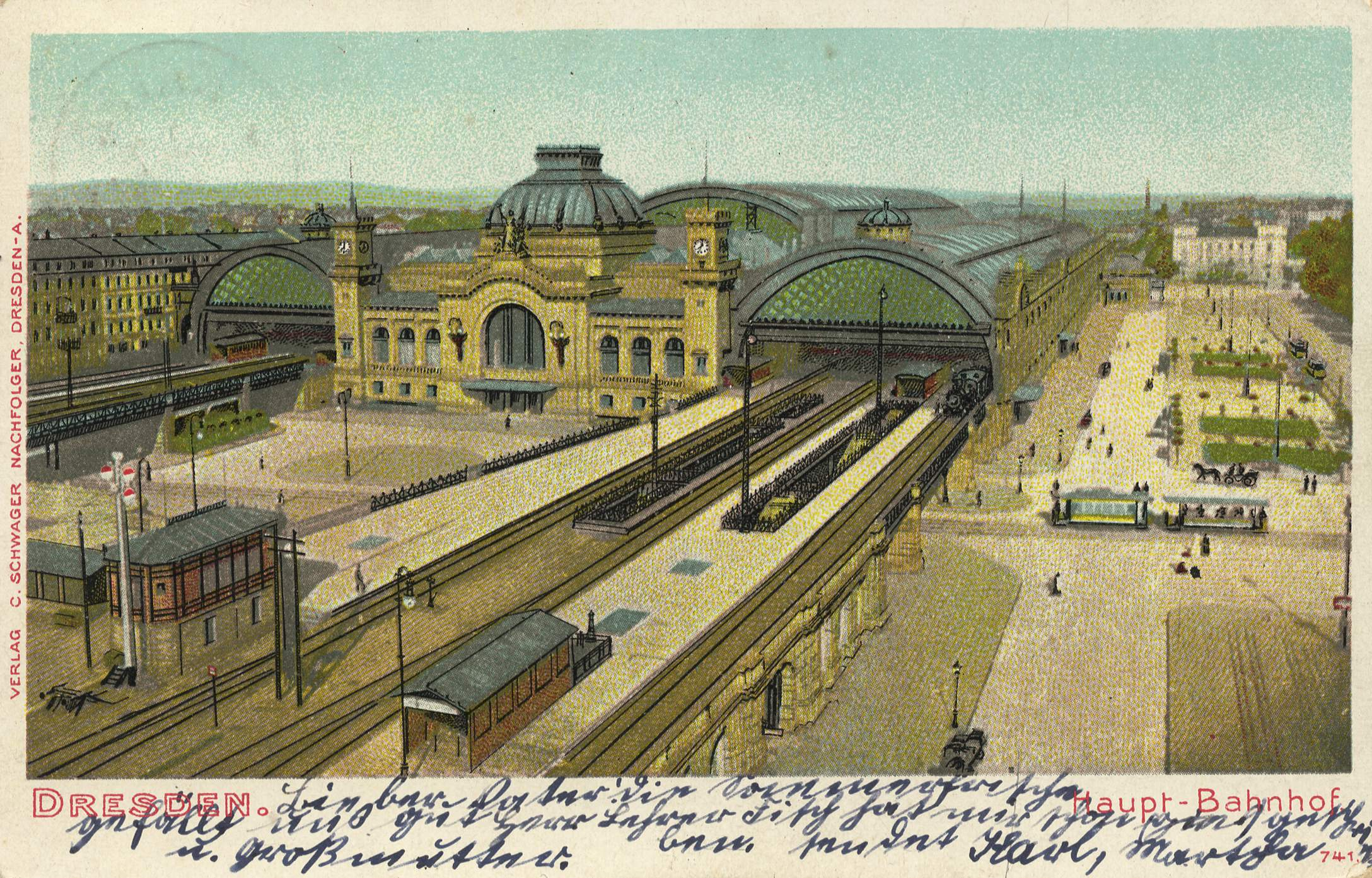
Haupt-Bahnhof um 1900

Der Neubau erhielt mit sechs Kopfgleisen der Mittelhalle, sechs durchgehenden Hochgleisen sowie weiteren Kopfgleisen des Ostbaus alle Voraussetzungen für einen erheblich ausgeweiteten Personenzugverkehr. Zwischen der Südhalle und der rückseitigen Bismarckstraße (der heutigen Bayrischen Straße) wurde ein überdachter Baukörper mit zwei Gleisen in Hochlage für den Güterzugverkehr angebaut. Das Empfangsgebäude umfasste eine Fläche von rund 4.500 Quadratmetern. Für das Tragwerk der Bahnsteighallen verwendete die Stahlbaufirma Aug. Klönne rund 17.000 Tonnen Stahl, das Mauerwerk besteht aus Elbsandstein. Die Baukosten betrugen 18 Millionen Mark; das entspricht einem Gegenwert von etwa 320 Millionen Euro.
Nach etwas mehr als fünf Jahren Bauzeit ging das Gesamtbauwerk am 16. April 1898 in Betrieb. Um 2:08 Uhr erreichte von Leipzig kommend der 101 als erster Zug den neu eröffneten Dresdner Hauptbahnhof.
Im Zuge der zeitgleichen Umgestaltung der Dresdner Eisenbahnanlagen erhielt der Hauptbahnhof mit den bisher unzureichend angeschlossenen Strecken nach Leipzig, Berlin und Görlitz bessere Verknüpfungen. Hierfür entstand eine neue leistungsfähige, durchgehend viergleisige innerstädtische Verbindungsbahn über den für den Vorortverkehr bestimmten neuen Haltepunkt Wettiner Straße, Vorläufer des heutigen Bahnhofs Dresden Mitte weiter über die neu gebaute, nur für die Eisenbahn bestimmte Marienbrücke zum 1901 eröffneten Bahnhof Dresden-Neustadt. Über angeschlossene Gleisdreiecke bestand Verbindung zu den anderen innerstädtischen Stationen, insbesondere zum Bahnhof Dresden-Friedrichstadt.
Obschon in die große Zeit der Luxuszüge hinein gebaut, ging diese Zeit an Dresden beinahe spurlos vorbei, lediglich ein Zweig des Balkanzugs verkehrte hier von 1916 bis 1918.

### Erste Umbauten und Erweiterungen
Die Erbauer des Hauptbahnhofes gingen davon aus, dass die neuen Anlagen ausreichende Kapazitäten für etliche Jahrzehnte bereitstellen könnten. Tatsächlich entwickelte sich das Verkehrsaufkommen rasanter als angenommen, wovon die folgende Tabelle einen Eindruck vermittelt.
| Jahr | Bahnhof            | Beginnende Züge | Endende Züge | Durchgehende Züge | Summe |
| ---- | ------------------ | --------------- | ------------ | ----------------- | ----- |
| 1871 | Böhmischer Bahnhof | 13              | 13           | 16                | 42    |
| 1898 | Böhmischer Bahnhof |                 |              |                   | 208   |
| 1898 | Hauptbahnhof       |                 |              |                   | 304   |
| 1910 | Hauptbahnhof       | 199             | 191          | 14                | 404   |
| 1930 | Hauptbahnhof       | 174             | 178          | 63                | 415   |

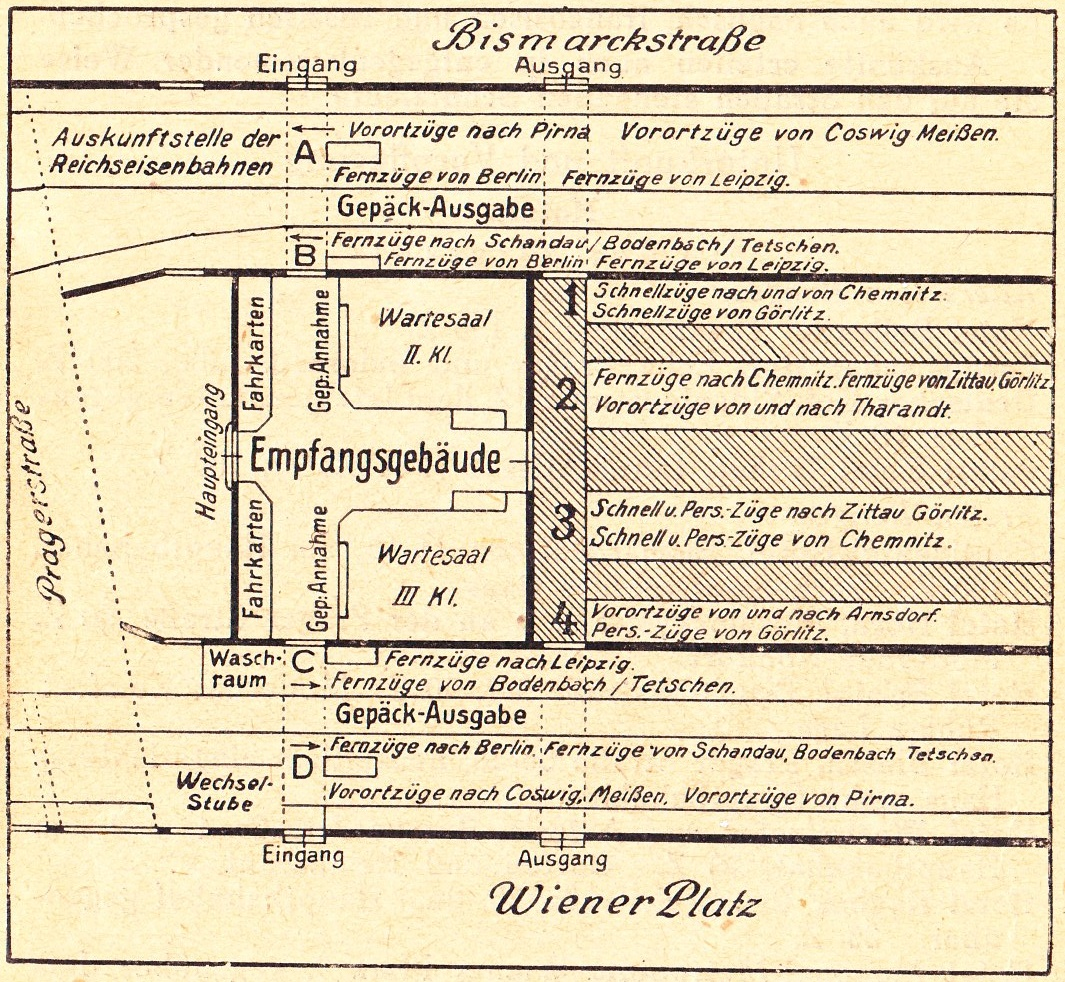
Situation 1924

Da das rasch gestiegene Verkehrsaufkommen kaum noch bewältigt werden konnte, wurde bereits vor Beginn des Ersten Weltkriegs die erste Erweiterung geplant. Im Jahr 1914 bewilligte der Landtag die Mittel für den Ausbau, der Kriegsbeginn verhinderte jedoch eine Realisierung. Erst Ende der 1920er Jahre konnte mit der Erweiterung begonnen werden.

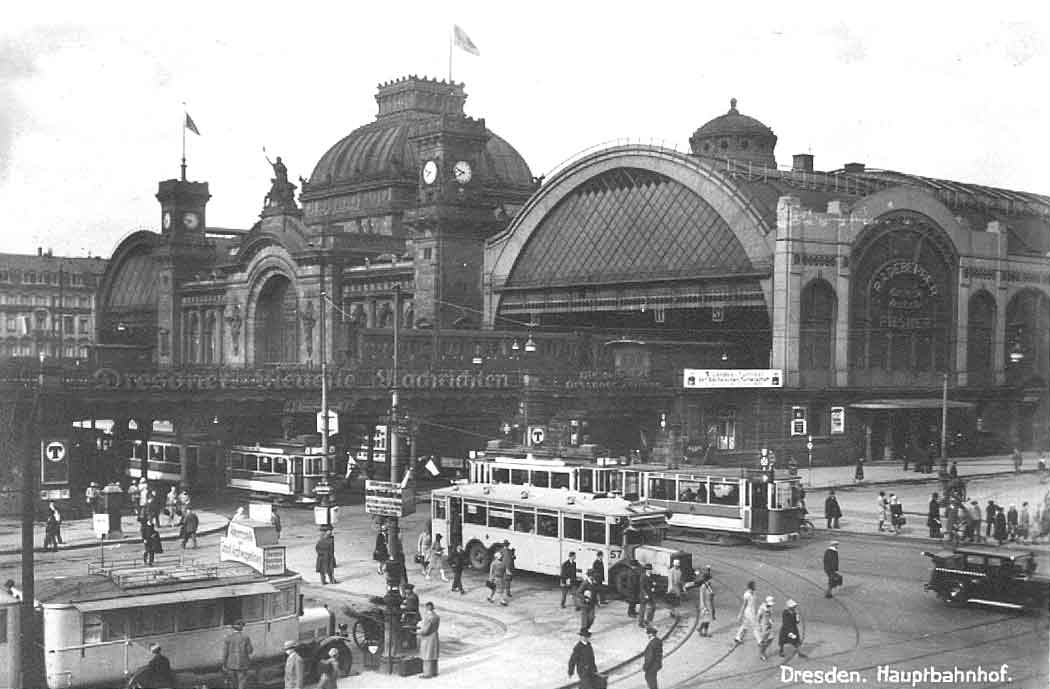
Der Hauptbahnhof ca. 1930

Ein Hindernis im Betrieb waren bis dahin die nur schwer in den Ablauf einzubeziehenden Kopfgleise des Ostbaus. Als Abhilfe wurde durch die Nordhalle zwischen den Bahnsteigen 10 und 11 anstelle eines Gepäckbahnsteiges ein neues Durchgangsgleis gelegt. Dieses konnte fortan zur Durchfahrt weiterer bereits im Ostbau abgefertigter Züge genutzt werden, außerdem für Lokdurchfahrten und den Güterverkehr. Um die beiden Güterzuggleise neben der Südhalle auch für den stark gestiegenen durchgehenden Personenverkehr zu nutzen, wurde deren überdachte Nebenhalle abgerissen, das äußere Gleis auf eine neue Betonkonstruktion über dem Bürgersteig verlegt und auf dem hinzugewonnenen Platz ein Inselbahnsteig neu eingerichtet.
Auch die Stellwerkseinrichtungen wurden in dieser Zeit modernisiert. Neue elektromechanische Anlagen ersetzten die mechanischen Stellwerke und ein neues Befehlsstellwerk entstand an der Hohen Brücke, die damals in Verlängerung der Hohen Straße das westliche Gleisvorfeld überspannte. Die Architektur des Hauptbahnhofs erfuhr ebenfalls eine Umgestaltung. Zahlreiche Verzierungen und Aufbauten mussten modernen glatten Flächen weichen.

### Zeit des Nationalsozialismus
In den 1930er Jahren begann die Deutsche Reichsbahn-Gesellschaft mit dem Aufbau eines Schnellverkehrsnetzes. Sie führte Schnelltriebwagen-Verbindungen unter anderem zwischen Berlin und Hamburg, Berlin und Köln sowie Berlin und Frankfurt ein. Die Anbindung Dresdens an Berlin geschah jedoch auch im Schnellverkehr dampfbespannt mit dem Henschel-Wegmann-Zug. Von 1936 bis zum Kriegsbeginn 1939 bewältigte er die Strecke von Dresden Hauptbahnhof bis zum Anhalter Bahnhof in Berlin in etwa 100 Minuten.
Ende der 1930er Jahre planten die Nationalsozialisten eine Neugestaltung der Stadt, wobei das Geltungs- und Repräsentationsbedürfnis des „Dritten Reiches“ nach gewaltigen Dimensionen verlangte. Ein neuer Zentralbahnhof sollte sich anstelle des Bahnhofs Wettiner Straße über 300 Metern Länge und 200 Metern Breite ausdehnen. Außerdem waren ein überdimensionierter Vorplatz und großzügige Straßen vorgesehen, um Platz für Kundgebungen und Aufmärsche zu schaffen. Mit Ausbruch des Zweiten Weltkrieges waren diese Pläne jedoch hinfällig.
Während des Zweiten Weltkriegs hatte der Bahnhof nur eine geringe Bedeutung für die Verladung von Truppen- und Gefangenentransporten, obwohl Dresden Garnisonstadt war. Allerdings bündelte er das sächsische Eisenbahnnetz in Richtung Böhmen und stellte deshalb einen Engpass dar.

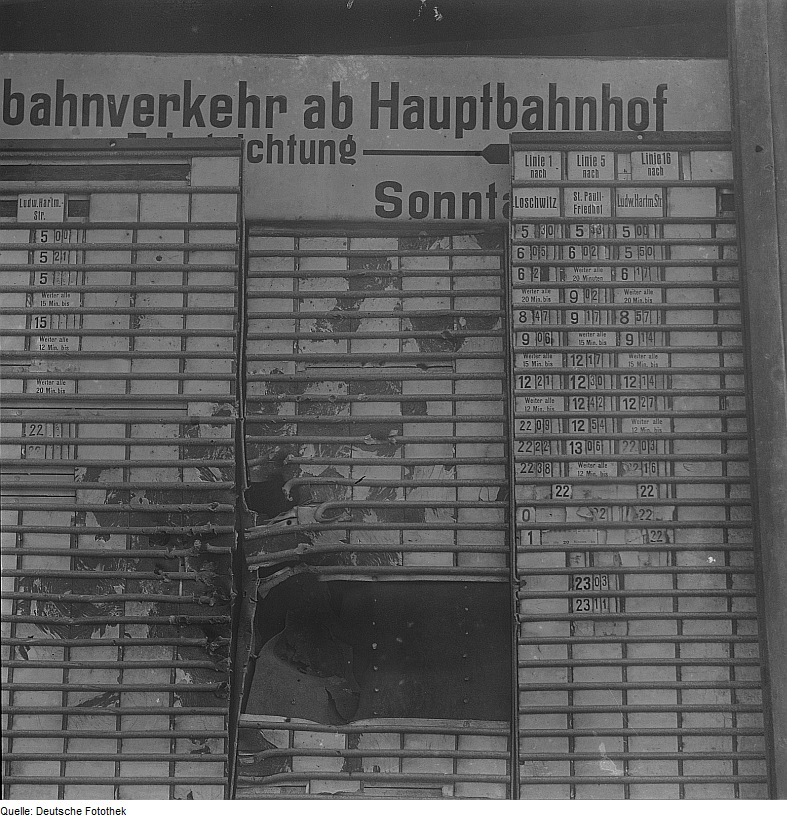
Zerstörter Straßenbahnfahrplan am Hauptbahnhof

Zu Beginn des Krieges schien Dresden kaum durch Luftangriffe gefährdet, sodass zunächst nur unzureichende Vorbereitungen getroffen wurden, später war dies nicht mehr möglich. Die Luftschutzräume des Hauptbahnhofs boten Platz für etwa 2000 Personen, jedoch fehlten Gasschleusen und Belüftungsanlagen. Dies hatte schwerwiegende Folgen: Als während des großen Luftangriffs auf Dresden in der Nacht vom 13. zum 14. Februar 1945 der Bahnhof ausbrannte, entzündeten sich vor den Eingängen gelagerte Gepäckstücke, woraufhin 100 Menschen verbrannten und weitere 500 Personen in den Luftschutzräumen erstickten.
Durch nachfolgende Luftangriffe wurden die Gleisanlagen zu wesentlichen Teilen zerstört. Endgültig funktionsuntüchtig wurde der Hauptbahnhof durch den achten und letzten Luftangriff am 17. April 1945 durch 580 Bomber der USAAF.

### Der lange Wiederaufbau

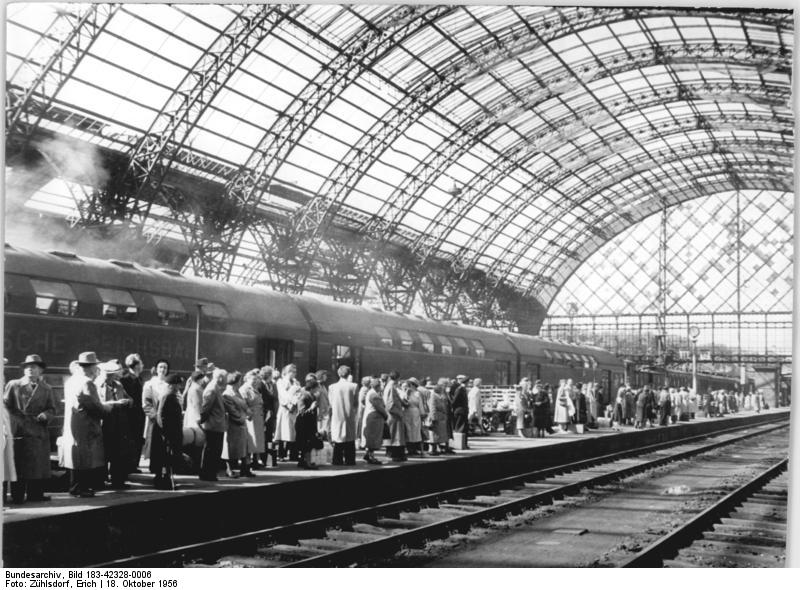
Im September 1956 besaß die Mittelhalle noch kein neues Dach

Der Hauptbahnhof gehörte trotz seiner schweren Schäden nach den Luftangriffen zu den markanten Gebäuden in der Dresdner Innenstadt. Gegenüber einer Rekonstruktion der historischen Bausubstanz hatte jedoch die Wiederherstellung der Bahnverbindungen Vorrang. So konnte bereits am 17. Mai 1945 der Personenverkehr nach Bad Schandau wieder aufgenommen werden.
Notdürftig begann nach Kriegsende noch im gleichen Jahr der Wiederaufbau. Einige Gebäudeteile wie die Bahnhofshallen und die Kuppel wurden zunächst nicht instand gesetzt und verfielen. Gleichzeitig wurde eine weitreichende Neugestaltung der Eisenbahnanlagen erwogen, was durch die großflächige Zerstörung der Stadt möglich erschien. Entwürfe aus dem Jahr 1946 zeigen eine Wendeschleife südlich des Hauptbahnhofes, die dem Ost-West-Verkehr der Verbindung Chemnitz–Görlitz einen Halt ohne Lokwechsel ermöglicht hätte. In den Jahren 1946 und 1947 entstanden erneut mehrere Entwürfe zu einem neuen, großzügig dimensionierten Hauptbahnhof anstelle des Bahnhofs Wettiner Straße. Der bisherige Hauptbahnhof sollte in Bahnhof Dresden Prager Straße umbenannt und der Personenverkehr nur über die Nordhalle und die Ostseite abgewickelt werden. Für den verbliebenen Bereich war zunächst ein Postbahnhof vorgesehen. Der wurde in Entwürfen des Jahres 1947 wieder verworfen; nun sollte die Südhalle zusätzlich dem Personenverkehr dienen, während der Mittelhalle keine Funktion zugedacht war.
Warum diese Planungen letztlich nicht zur Ausführung kamen, kann nicht mit letzter Sicherheit gesagt werden. Als mögliche Gründe werden Finanznot, Materialknappheit, Arbeitskräftemangel und allgemeine Planungsunsicherheit im gesellschaftspolitischen Wandel genannt. Ein geplantes neues Empfangsgebäude auf dem Wiener Platz mit einem angeschlossenen neuen Verwaltungsgebäude für die Reichsbahndirektion wurde ebenfalls nicht realisiert.
Der weitere Aufbau erfolgte ab 1950 in einer ähnlichen, aber den wirtschaftlichen Verhältnissen und dem Facharbeitermangel geschuldeten einfacheren Form. Das vormals teilweise mit Glas gedeckte Dach wurde provisorisch mit Holz, Pappe und Schiefer verschlossen. Das Bahnhofsgebäude selbst wurde nur teilweise wiederhergestellt. Insbesondere die Bauten südlich der Schalterhalle blieben eine hohle Ruine, bei der nur die Außenwände einen vollständigen Wiederaufbau vortäuschten. Die nicht zerstörte Stahlkonstruktion der Kuppel über der Schalterhalle wurde außen ebenfalls mit Holz und Schiefer eingedeckt sowie innen mit einer Kassettendecke versehen. Erst Anfang der 1960er-Jahre waren die Aufbauarbeiten weitgehend abgeschlossen. Als eine der letzten Maßnahmen erfolgte die Anpassung der Uhrtürme zu beiden Seiten des Eingangsportals an die entfeinerte Fassade.
In den nächsten Jahrzehnten prägten provisorische Parkplätze und Verkehrsführungen sowie Zuleitungen ringsum das Bild.

### Zur Zeit der DDR

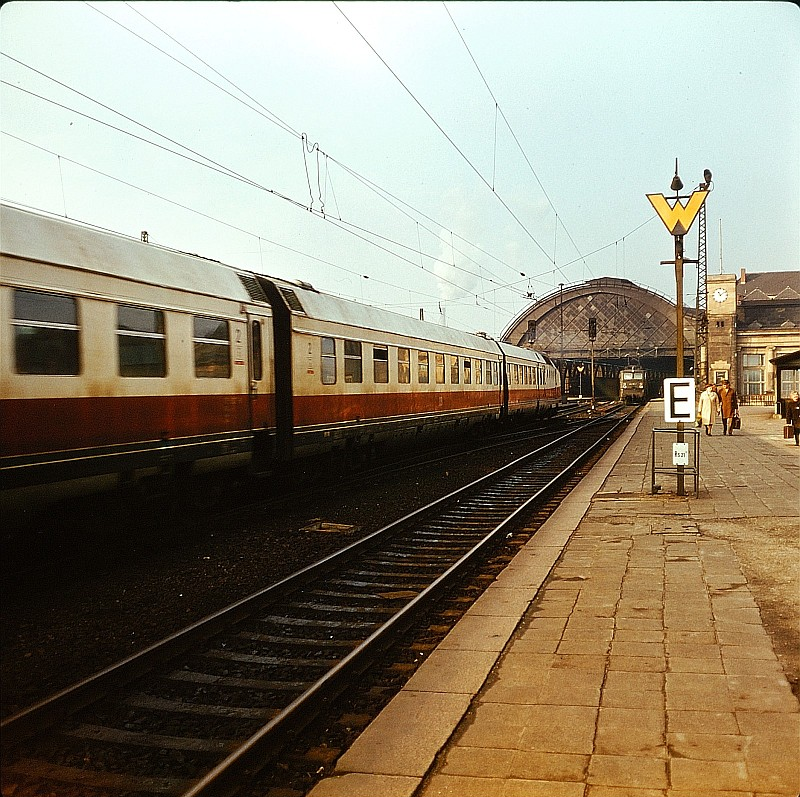
Der Vindobona mit dem VT 18.16 bei der Ausfahrt aus der Südhalle (1972)

Ab den 1960er Jahren entwickelte sich der Hauptbahnhof wieder zu einem wichtigen Knotenpunkt im Fernverkehr von Westeuropa und Skandinavien nach Südosteuropa. Bekannte Züge dieser Zeit waren der Vindobona (Berlin–Wien), der Hungaria (Berlin–Budapest) und der Meridian (Malmö–Bar). Ab 1963 verkehrte im Sommer einmal pro Woche der Urlauberzug Tourex zwischen Dresden und dem bulgarischen Badeort Varna.
Im Zuge des Traktionswandels erreichten im September 1966 von Freiberg aus erstmals mit Elektrolokomotiven bespannte Züge Dresden. Gut zehn Jahre später – am 24. September 1977 – verließ der letzte mit einer Dampflokomotive geführte Schnellzug Dresden in Richtung Berlin. Vor den Personenzügen in Richtung Oberlausitz waren dagegen Dampflokomotiven noch bis Ende der 1980er Jahre zu sehen. Da ihre Durchfahrtshöhe nicht ausreichte, musste die Hohe Brücke im westlichen Gleisvorfeld im Zuge der Elektrifizierung der Bahngleise abgerissen werden.
Ab Mai 1977 verkehrte der Städteexpress Elbflorenz nach Berlin; im Juni 1985 kam in umgekehrter Richtung der Berlin-Express hinzu.
Innerhalb der Stadt und im direkten Umfeld bewältigt die S-Bahn Dresden seit 1973 den Großteil des Nahverkehrs mit dem Hauptbahnhof als zentralem Punkt. Im Jahr 1978 wurde der Dresdner Hauptbahnhof unter Denkmalschutz gestellt.
In der Nacht vom 30. September auf den 1. Oktober 1989 fuhren sechs Flüchtlingszüge aus Prag, die auf Druck von Erich Honecker aus der Tschechoslowakei über das Territorium der Deutschen Demokratischen Republik und den Dresdner Hauptbahnhof in die Bundesrepublik Deutschland geleitet wurden. Zwei Stunden vorher verbreiteten westdeutsche Medien die Nachricht über diese Fahrten und es gelang wenigen schnell entschlossenen Bürgern, während der Durchfahrt auf einen Zug aufzuspringen. Es war bekannt, dass sich noch weitere DDR-Bürger in der Prager Botschaft befanden und somit weitere Zugdurchfahrten anstanden. Daher kamen an den Folgetagen immer mehr unzufriedene Bürger am Hauptbahnhof zusammen, in der Nacht vom 4. auf den 5. Oktober laut Polizeiangaben etwa 20.000 Personen. Während sich der Großteil der Demonstranten und der Sicherheitskräfte in dieser Nacht auf dem Lenin-Platz (heute Wiener Platz) gegenüberstanden, passierten drei der erwarteten Züge aus Prag kaum bemerkt auf den südlichen Gleisen den Hauptbahnhof. Aufgrund der kritischen Lage in Dresden wurden fünf weitere Sonderzüge über Vojtanov und Bad Brambach nach Plauen umgeleitet. Die meisten Demonstranten verhielten sich friedlich, es kam jedoch auch zu gewaltsamen Auseinandersetzungen zwischen etwa 3000 Demonstranten und der Volkspolizei sowie zu Sachbeschädigungen am Bahnhof. In den Folgetagen waren der Leninplatz und die benachbarte Prager Straße abendlich Ort friedlicher Demonstrationen, die am 8. Oktober in den Beginn eines Dialogs mit der Staatsmacht auf kommunaler Ebene durch die Gründung der Gruppe der 20 mündeten.
Mit zusammen 156 Ankünften und Abfahrten regelmäßiger Fernzüge pro Tag war der Hauptbahnhof im Sommerfahrplan 1989, nach dem Knoten Berlin und dem Hauptbahnhof Leipzig, der drittbedeutendste Knoten im Netz der Deutschen Reichsbahn.

### Nach der politischen Wende in der DDR

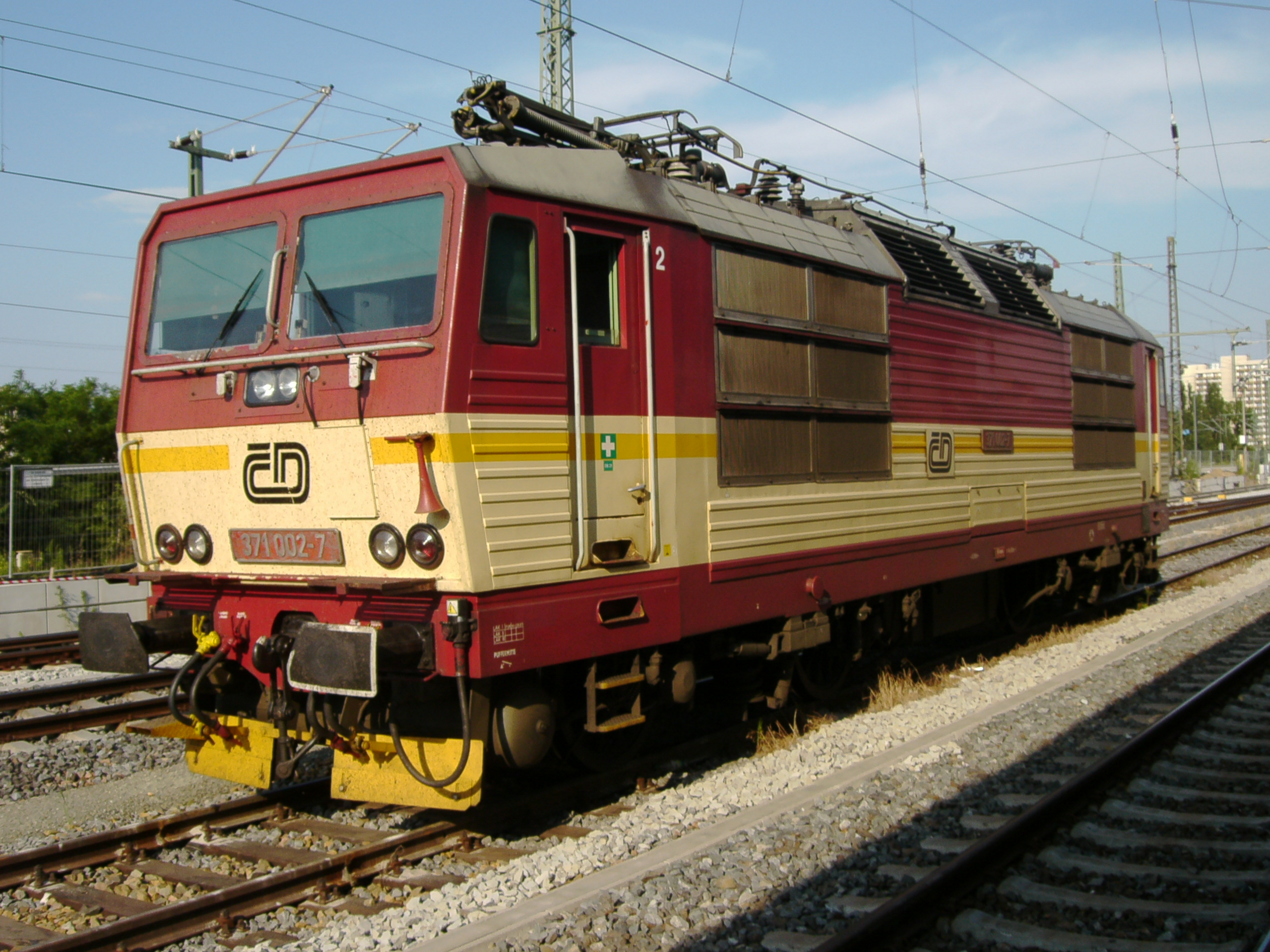
Seit 1991 ist der Dresdner Hauptbahnhof ein Ausgangspunkt von Mehrsystemlokomotiven im grenzüberschreitenden Verkehr

Nach 1990 wurde Dresden schrittweise in das Intercity-Netz aufgenommen. Einzelne InterCity-Züge fuhren 1991 über Leipzig und die Thüringer Bahn nach Frankfurt am Main, ab 1992 im Zweistundentakt. Über die gleiche Strecke verkehrte ab dem 2. Juni 1991 das erste EuroCity-Zugpaar ab Dresden nach Paris-Est. Im gleichen Jahr bedienten erstmals Interregio-Züge Dresden. Die Zugpaare 2048/2049 und 2044/2143 verkehrten zwischen Köln und Dresden. Später kamen weitere Verbindungen hinzu. 1993 wurde eine Nord-Süd-Verbindung über Dresden in das EuroCity-Netz aufgenommen und die teilweise bis in die Gegenwart verkehrenden acht EC-Züge nach Prag, Wien und Budapest eingeführt.
Am 25. September 1994 bedienten ICE-Züge erstmals planmäßig den Hauptbahnhof. Der ICE Elbkurier legte abends die Strecke vom Bahnhof Zoo in Berlin nach Dresden in 1:58 Stunden zurück. Morgens verkehrte ein Zug in umgekehrter Richtung. Der ICE-Einführung waren notwendige Bauarbeiten im Hauptbahnhof vorausgegangen.
Bis zum Fahrplanwechsel am 28. Mai 2000 verkehrte ein ICE-Zugpaar täglich über Berlin nach Dresden, dann wurde die bis in die Gegenwart bestehende ICE-Linie 50 über Leipzig nach Frankfurt im Stundentakt eingeführt und die Verbindung über Berlin entfiel. Der Dresdner Hauptbahnhof wurde damit zum Ausgangspunkt der mittleren Ost-West-Relation im deutschen ICE-Netz.
Dieser Wechsel bedingte Veränderungen im lokbespannten Fernverkehr, so wird Dresden seitdem fast nur noch in Nord-Süd-Richtung von IC/EC-Zügen angefahren. Daneben gab es anderweitig bedingte Veränderungen im IC/EC-Netz. So erhielt bereits 1994 die spätere EC/IC-Linie 27 (Prag–Dresden–Berlin) eine Durchbindung bis Hamburg und im Jahre 2003 fuhren erstmals zwei Zugpaare nach Wien und ein Zugpaar ins dänische Aarhus.
Auf der Sachsen-Franken-Magistrale nach Nürnberg verkehrten vom 10. Juni 2001 an Triebzüge der Baureihe 605 (ICE-TD). Sie lösten den bereits ein Jahr zuvor eingestellten Interregio-Verkehr ab. Nach dem Elbhochwasser 2002 und der dadurch bedingten Streckenunterbrechung zwischen Chemnitz und Dresden sowie Problemen mit der Neigetechnik setzte die Deutsche Bahn die Triebzüge ab dem Sommer 2003 nicht mehr ein. Stattdessen verkehrten bis zur Einstellung des Fernverkehrs im Jahr 2006 Intercity-Züge.
Am 6. Juni 2003 wurde im Hauptbahnhof von einem Sprengstoffspürhund eine Kofferbombe entdeckt. Nach Evakuierung des gesamten Gebäudes zerstörte die Polizei den Koffer kontrolliert. Die Bombe bestand aus einem handelsüblichen Rollenkoffer, der einen Wecker, einen Schnellkochtopf, Sprengstoff und Steine sowie eine Zündvorrichtung mit Zündschnur enthielt. Nach Einschätzung von Experten war diese Bombe zündfähig.

### Umbau und Modernisierung nach 2000

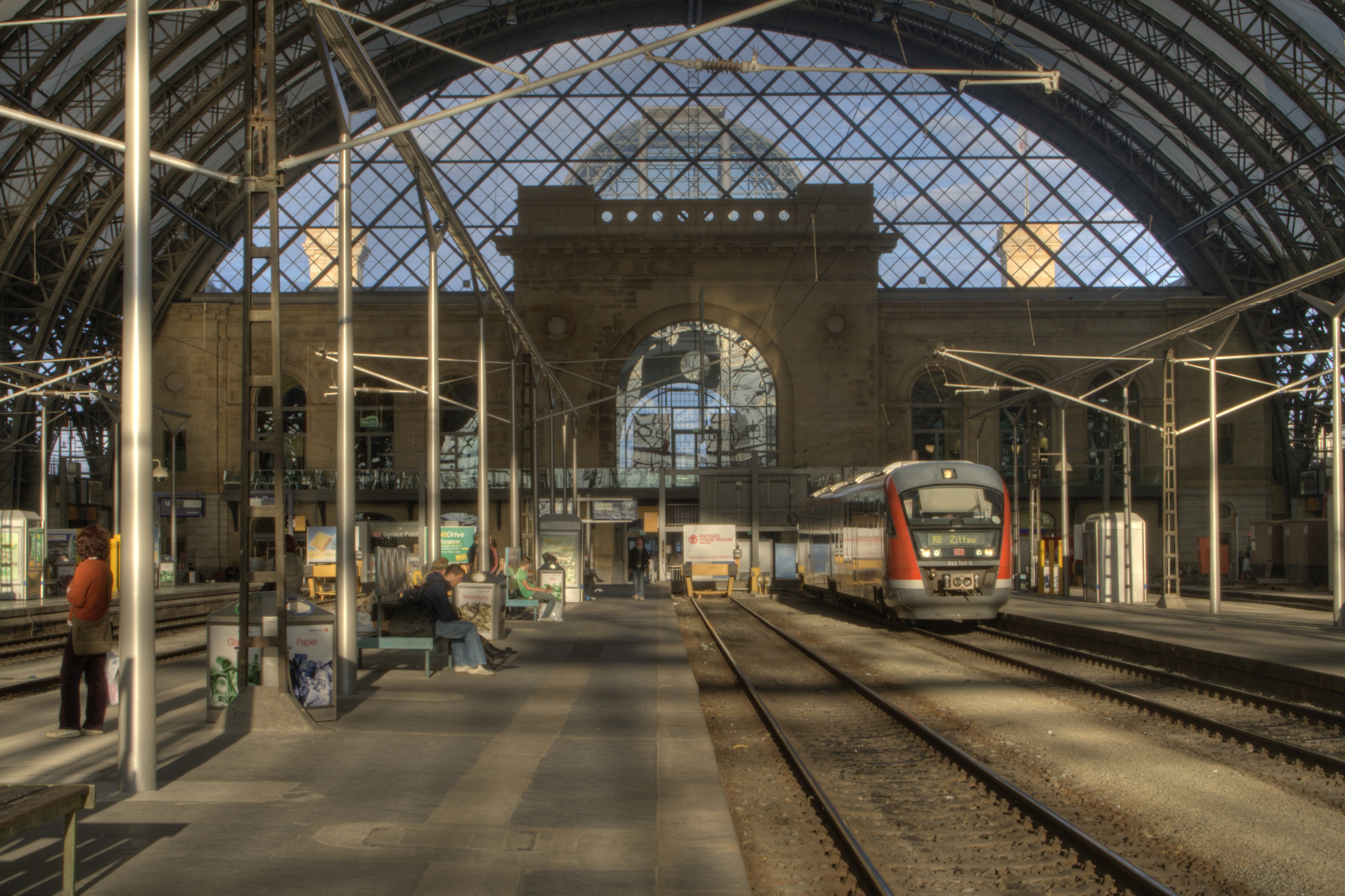
Die sanierte Mittelhalle (2007)

Bereits in den 1990er Jahren fanden erste Sanierungsarbeiten statt. Die Brücken über die Bundesstraße 170 wurden erneuert und der Ostbau erhielt eine neue Fassade zur Straße hin sowie einen neuen Aufgang.
Ein Entwurf von Gerkan, Marg und Partner sah Mitte der 1990er Jahre vor, den Bahnhof zu modernisieren, einen Teil der Mittelhalle in einen Markt umzufunktionieren sowie einen Büro- und Hotelturm zu errichten. Dieser Entwurf wurde nicht realisiert.
Ende Dezember 2000 gab der Vorstand der Deutschen Bahn die Auftragsvergabe für das Modernisierungsvorhaben frei. Die geplanten Baukosten lagen bei rund 100 Millionen DM, die aus Mitteln des Bundes (Altlastensanierung), Eigenmitteln der DB und einem Zuschuss des Landes Sachsen (13 Mio. DM) finanziert wurden. Der Abschluss der Bauarbeiten war für Frühjahr 2003 vorgesehen.
Die umfassende Sanierung hatte bereits im Jahr 2000 mit der Inbetriebnahme des aus der Betriebszentrale Leipzig ferngesteuerten elektronischen Stellwerks begonnen. Der weitere Umbau umfasste die Erneuerung von Empfangsgebäude und Hallendach, der Gleistragwerke der Nord- und Südhalle sowie der Gleis- und Sicherungsanlagen. Um einen ununterbrochenen Zugverkehr zu gewährleisten, wurden zunächst die Gleistragwerke der Nordhalle saniert und im November 2003 wieder in Betrieb genommen. Erst anschließend begann Ende des Jahres 2004 die Sanierung der Gleistragwerke der Südhalle. Unabhängig davon wurde das Hallendach ab 2002 und das Empfangsgebäude ab Ende 2003 saniert. Aufgrund der Bauarbeiten waren von 2002 bis 2006 zahlreiche Geschäfte in der Bahnsteighalle in Containern untergebracht. Nach ihren historischen Vorbildern wurden die bis zu 34 Meter hohe Kuppel oberhalb des Kreuzungspunktes der beiden Hallen, der Kreuzgang sowie die großen Warteräume restauriert. In Letzteren eröffneten im Juli 2006 das Reisezentrum sowie ein Supermarkt, gleichzeitig mit der Inbetriebnahme der Mittelhalle. Die Hochbahnsteige sind nun per Rolltreppen und Aufzügen erreichbar.

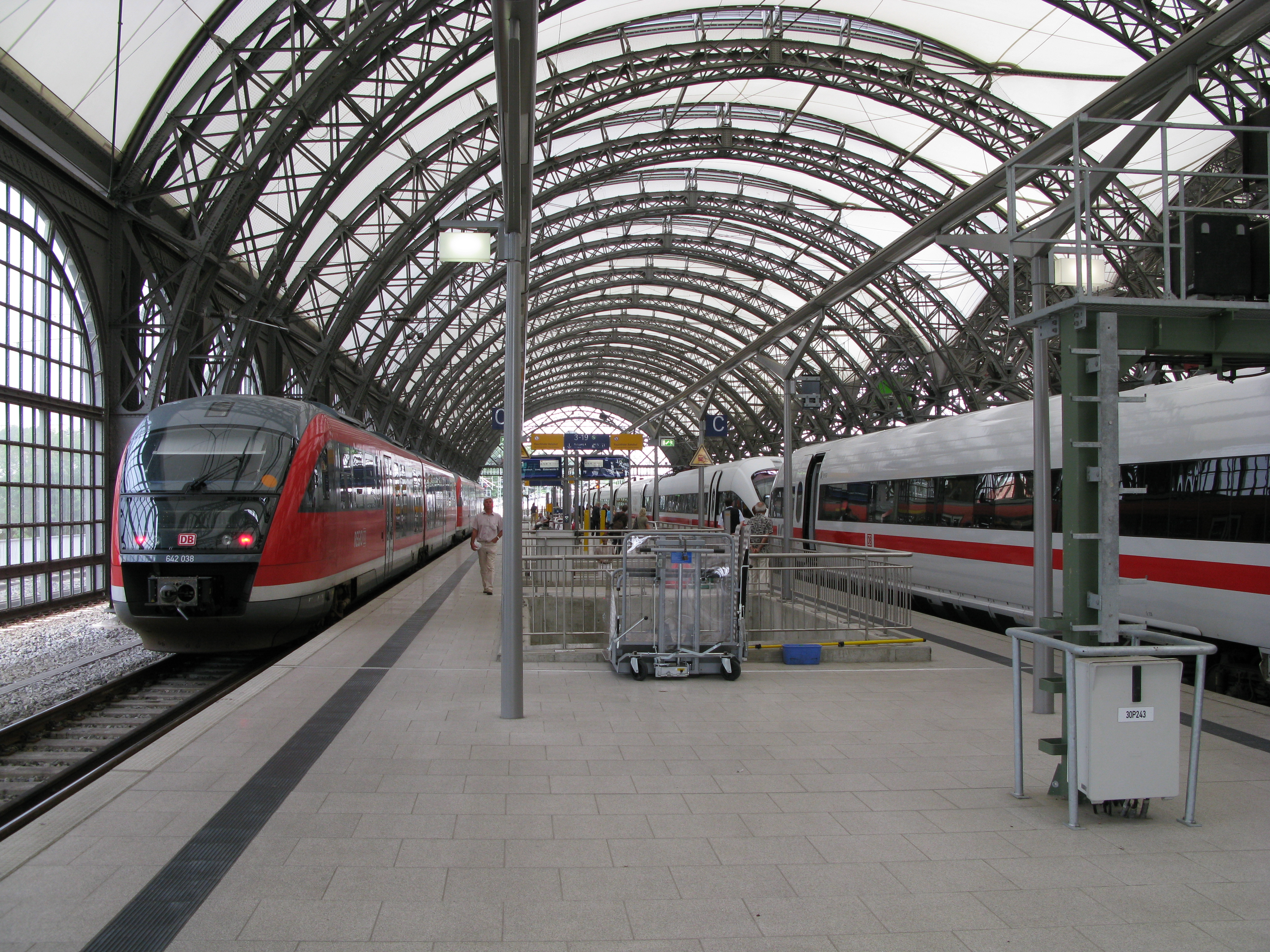
Die sanierte Südhalle (2009)

Im Dezember 2007 gingen die neu gestalteten Gleisanlagen auf der Bahnhofsüdseite in Betrieb, mit Ausnahme von Bahnsteig 1, der erst 2008 fertig wurde. Außerdem wurden südlich außerhalb der Halle die beiden Güterzuggleise neu errichtet, jedoch ohne den beim Umbau um 1930 zwischen diesen Gleisen entstandenen Bahnsteig.
Das Hochwasser 2002 verzögerte die Sanierungsarbeiten signifikant. Ab dem 12. August 2002 war der Hauptbahnhof infolge einer Überflutung durch die Weißeritz gesperrt, die in Dresden wieder ihren alten Lauf eingenommen hatte und über die Trasse der Bahnstrecke Richtung Chemnitz den Hauptbahnhof erreichte; der Pegel im Bahnhof erreichte eine Höhe von bis zu 1,50 Metern. Wasser, Schlamm und Geröll richteten einen Schaden von 42 Millionen Euro an. Viele Strecken waren längere Zeit unpassierbar, vor allem in Richtung Chemnitz. Nach einigen Regionalzügen erreichte am 2. September 2002 wieder ein Fernverkehrszug den Bahnhof. Das Gebäude wurde, teilweise bis in den Keller, entkernt; dort dauerten die Arbeiten bis Ende 2004.
Die Kosten der Sanierung beliefen sich bis November 2006 auf rund 250 Millionen Euro. Davon entfielen 85 Millionen auf das Membrandach sowie 55 Millionen auf das Empfangsgebäude. Der Bund beteiligte sich dabei mit etwa 100 Millionen Euro, der Freistaat Sachsen mit 11 Millionen Euro. Die Erneuerung der Hochgleistragwerke in der Südhalle stand damals noch aus, diese sollte vom Bund mit rund 54 Millionen Euro unterstützt werden.

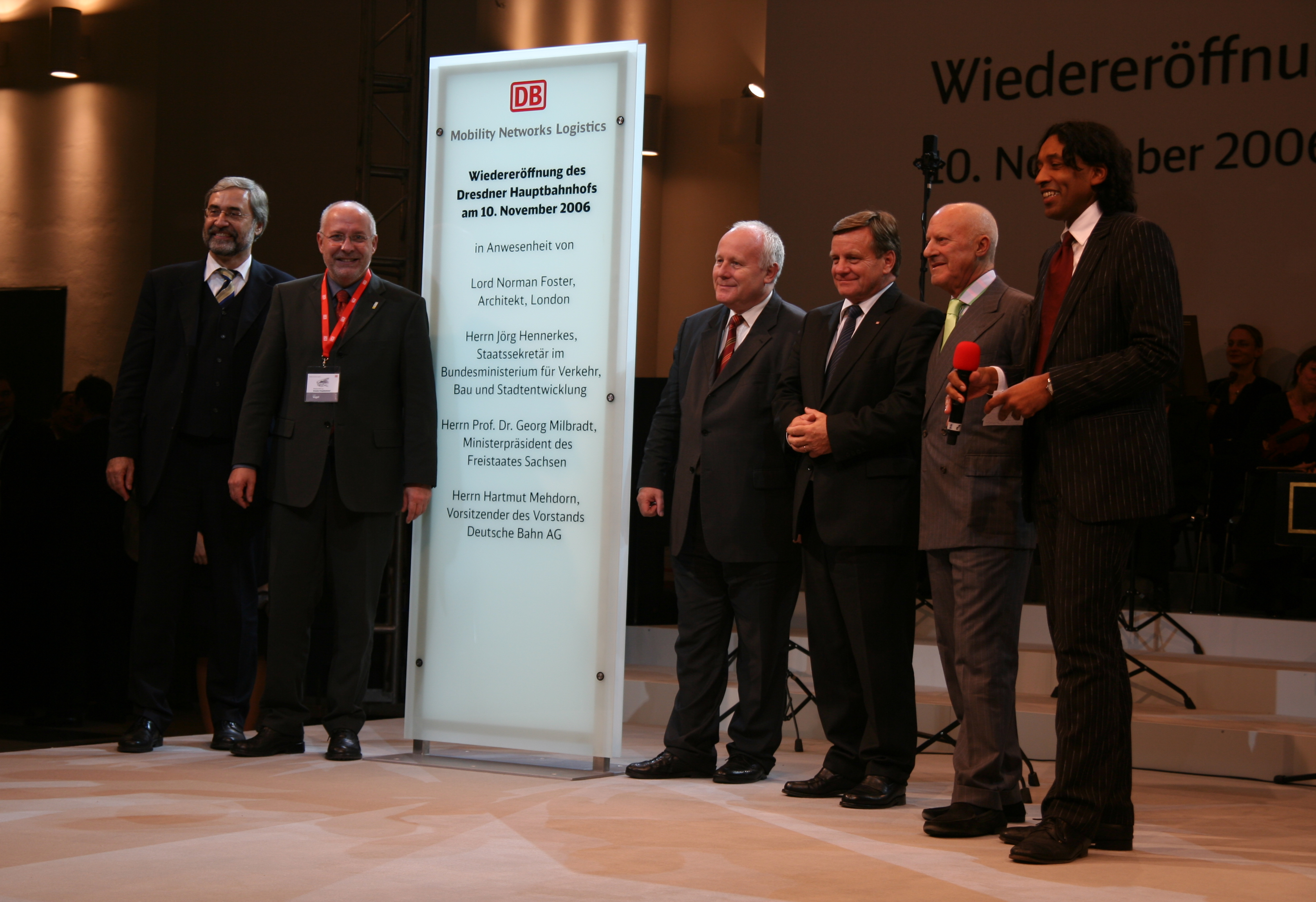
Einweihung; nach Enthüllung der Stele (von links nach rechts) Staatssekretär Hennerkes, Bürgermeister Vogel, Ministerpräsident Milbradt, Bahnchef Mehdorn, Architekt Foster und Moderator Jobatey

Am Abend des 10. November 2006 fand unter der Kuppel der Empfangshalle die Einweihung des sanierten Bahnhofs statt. Sie erfolgte damit noch im Jahr 2006, dem 800-jährigen Stadtjubiläum. Die Eröffnung markierte das Ende der wesentlichen Beeinträchtigungen des Reiseverkehrs, jedoch sind die Umbauarbeiten auch im Jahr 2014 noch nicht beendet.
Nach rund 20-monatiger Bauzeit wurde die im Zuge der Konjunkturprogramme des Bundes durchgeführte energetische Sanierung des Bahnhofs im Juni 2011 abgeschlossen. Diese Bauarbeiten schlossen auch die Sanierung des Königspavillons ein. Seit Sommer 2011 arbeitete die Deutsche Bahn am Ausbau der Ladenflächen unter den Gleisen der Nord- und Südhalle des Bahnhofs. Das Investitionsvolumen für die Ausbauarbeiten lag bei etwa 26 Millionen Euro. Dort entstanden 43 Ladenflächen mit insgesamt 11.000 Quadratmetern. Die ersten neuen Läden eröffneten im August 2013, im Mai 2014 waren die Bauarbeiten abgeschlossen. Der beabsichtigte Neubau der Bahnsteige in der Mittelhalle ist größtenteils abgeschlossen. Dieser gehört zur 2. Baustufe des Ausbaus des Eisenbahnknotens Dresden, die laut Planungsstand von 2009 im Jahr 2011 begonnen werden sollte. Im Investitionsrahmenplan 2011–2015 des Bundes war diese Baustufe jedoch nicht enthalten. Im September 2013 gab die Bahn an, dass die Bahnsteige der Mittelhalle bis 2019 erneuert und dabei auch leicht erhöht werden sollen. Am 15. April 2018 begann der Umbau der Bahnsteige in der Mittelhalle. Mit der Wiederinbetriebnahme der Bahnsteigkanten an den Gleisen 10 und 11 wurden die Arbeiten im April 2021 abgeschlossen. Dabei waren die Bahnsteige in zwei Stufen modernisiert und auch verkürzt worden. Die Teile der betroffenen Bahnsteige, die bislang noch aus der Bahnhofshalle herausragen, wurden abgetragen und nicht wieder aufgebaut.
Durch einen weitreichenden Umbau des Westkopfs soll die Ein- und Ausfahrgeschwindigkeit für Züge aus oder in Richtung Chemnitz, Leipzig und Berlin zukünftig auf 80 km/h angehoben werden. Das Vorhaben ist Teil des Verkehrsprojekts Deutsche Einheit Nr. 9. Das Planfeststellungsverfahren wurde im Februar 2019 eingeleitet. Die Pläne wurden zwischen dem 16. Juli 2020 und 17. August 2020 ausgelegt. Der Planfeststellungsbeschluss wurde für 2021 erwartet. Ebenfalls 2021 sollte dazu eine Finanzierungsvereinbarung abgeschlossen werden. Laut einer Mitteilung vom März 2023 wurden die Arbeiten an einem Kreuzungsbauwerk im Westkopf begonnen. Die Maßnahmen, in die 140 Millionen Euro investiert werden sollen, sind bis Ende 2026 geplant.
Die Machbarkeitsstudie für die Neubaustrecke Dresden-Prag sieht auch für den Ostkopf derartige Geschwindigkeitserhöhungen vor. Damit soll die Betriebsqualität verbessert werden.

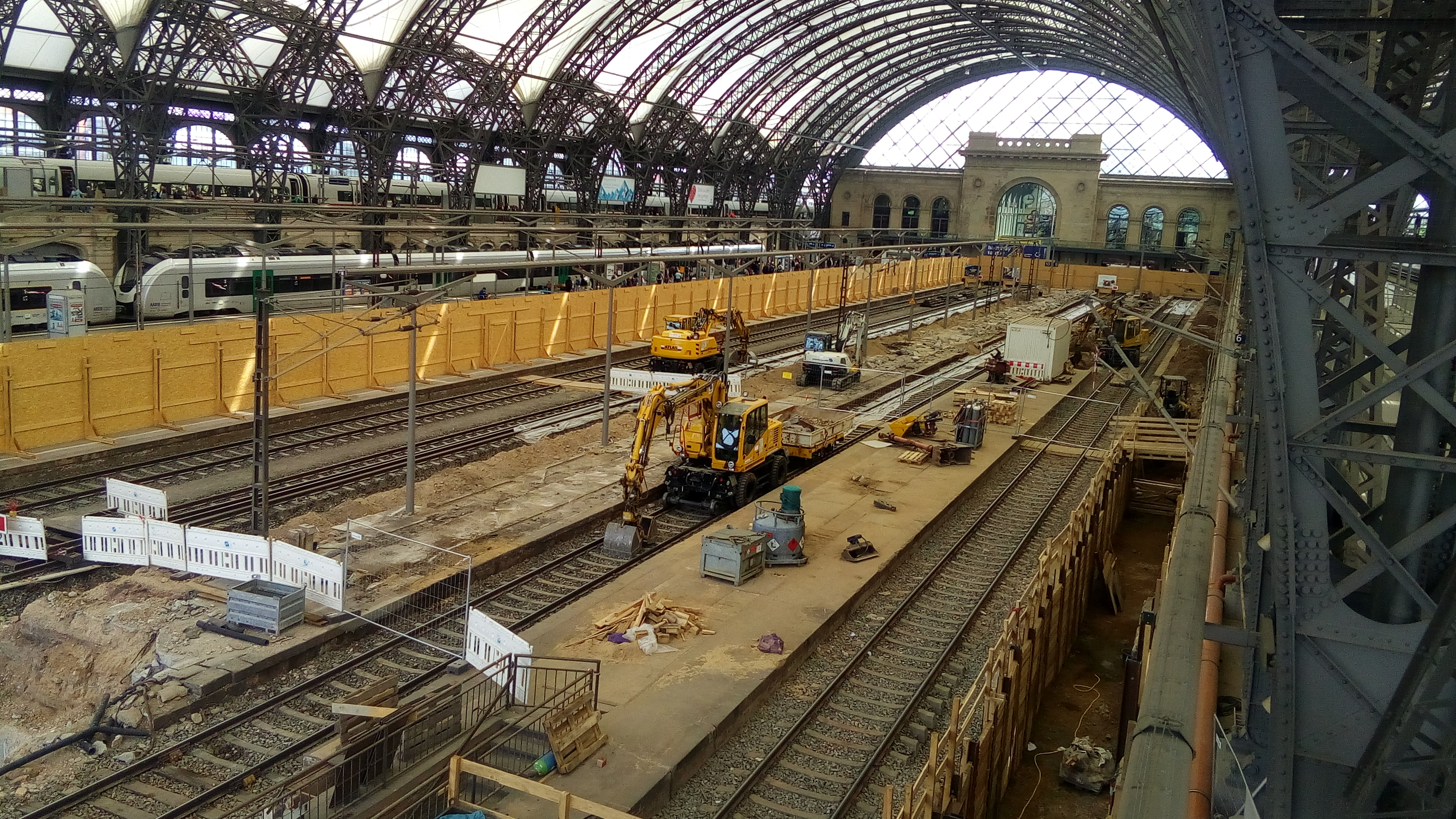
Am 15. April 2018 begann Phase 1 der Arbeiten an der Mittelhalle des Dresdner Hauptbahnhofs. Der frühere „Strohbachtunnel“ wird zu einem Flucht- und Rettungsweg umgebaut. Zusätzlich dazu werden die Bahnsteige nach aktuellen Vorgaben neu aufgebaut.

Der Förderverein Dresdner Hauptbahnhof e. V. unterstützte die Sanierung und ermöglichte die Wiederherstellung einiger Details über das vom Denkmalschutz geforderte Maß hinaus. So erhielten die Uhrentürme eine Sandsteinfassade, abgebrochene Schmuckelemente bekamen ihren angestammten Platz zurück, Fenster wurden mit Bögen ausgestattet und Architrave sowie die krönende Figurengruppe aus Saxonia mit Wissenschaft und Technik wurden restauriert.
Im dritten Gutachterentwurf des Deutschlandtakts sind zusätzliche Weichenverbindungen im Bahnhof geplant, damit von S-Bahn-Gleisen in Kopfgleise eingefahren werden kann. Dafür sind, zum Preisstand von 2015, Investitionen von neun Millionen Euro vorgesehen.

## Bauwerk

### Aufteilung

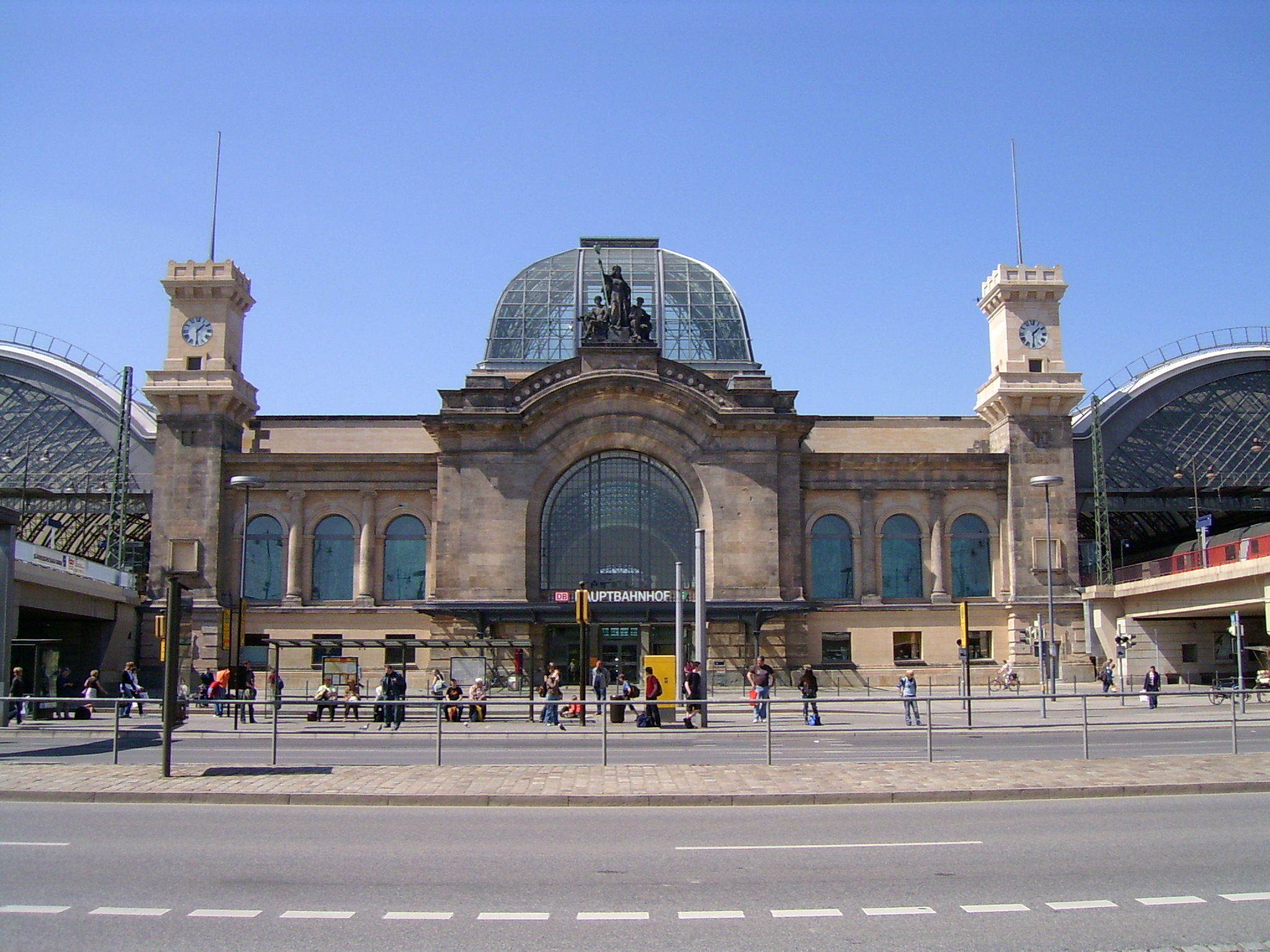
Haupteingang an der Ostseite (2007)

Das Bahnhofsgebäude ist in Nordwest-Südost-Richtung ausgerichtet und teilt sich entlang seiner Längsachse in drei Bahnsteighallen mit auffälligen Bogendächern auf. Die Empfangshalle befindet sich östlich der mittleren und größten der drei Hallen, weist einen annähernd quadratischen Grundriss auf und liegt zwischen den beiden äußeren Hallen. Sie hat vor ihrem Haupteingang einen kleinen Vorplatz, der zur Bundesstraße 170 gehört. Letztere unterquert die Durchgangsgleise der beiden anderen Hallen annähernd in rechtem Winkel.

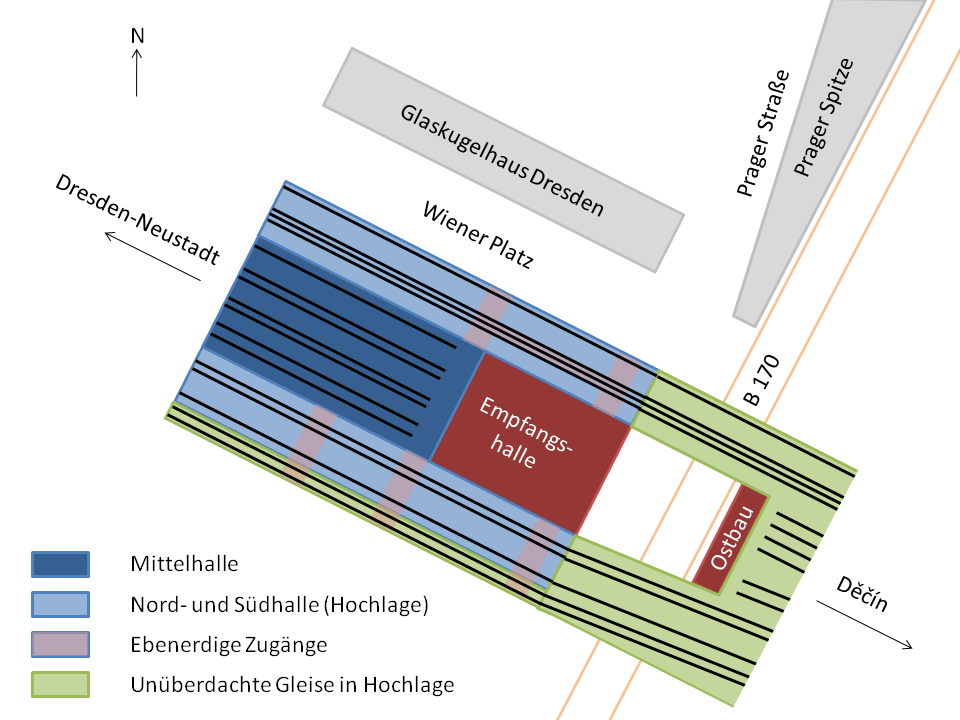
Schematischer Lageplan des Dresdner Hauptbahnhofs

Die dreigliedrige Bahnsteighalle umfasst eine Fläche von 60 Metern Breite und 186 Metern Länge. Die Eisenbogenkonstruktion des Daches ist im Mittelschiff bis zu 32 Meter hoch bei einer Spannweite von 59 Metern. In den Seitenschiffen liegen die Spannweiten bei 31 bzw. 32 Metern und einer Höhe von bis zu 19 Metern. Die Ausmaße des Daches waren zur Zeit der Dampfeisenbahnen nötig, um den Rauch der Maschinen abziehen zu lassen.
Auf der anderen Seite der Bundesstraße 170 gegenüber dem Haupteingang befindet sich der Ostbau. Zwischen den durchgehenden Gleisen der Nord- und Südhalle sind hier weitere Stumpfgleise in Hochgleislage angeordnet. Diese werden überwiegend zum Abstellen kürzerer Garnituren genutzt.
Zugang zum Empfangsgebäude besteht nicht nur von der repräsentativen Ostseite, sondern auch von Nord und Süd. Von diesen Seiten aus bestehen zusätzlich direkte Zugangsmöglichkeiten zum Mittelschiff unter den höher gelegenen Durchgangsgleisen hindurch. Der Eingang vom Wiener Platz zur Empfangshalle wurde bereits während des Baus ebenfalls als Haupteingang empfunden, was zu zeitgenössischer Kritik führte, da die organische Entwicklung des Baues unter der Forderung zweier Haupteingänge leiden mußte, deren einer mehr architektonisch-ideale Bedeutung hat, während der andere dem Bedürfnisse entspricht.

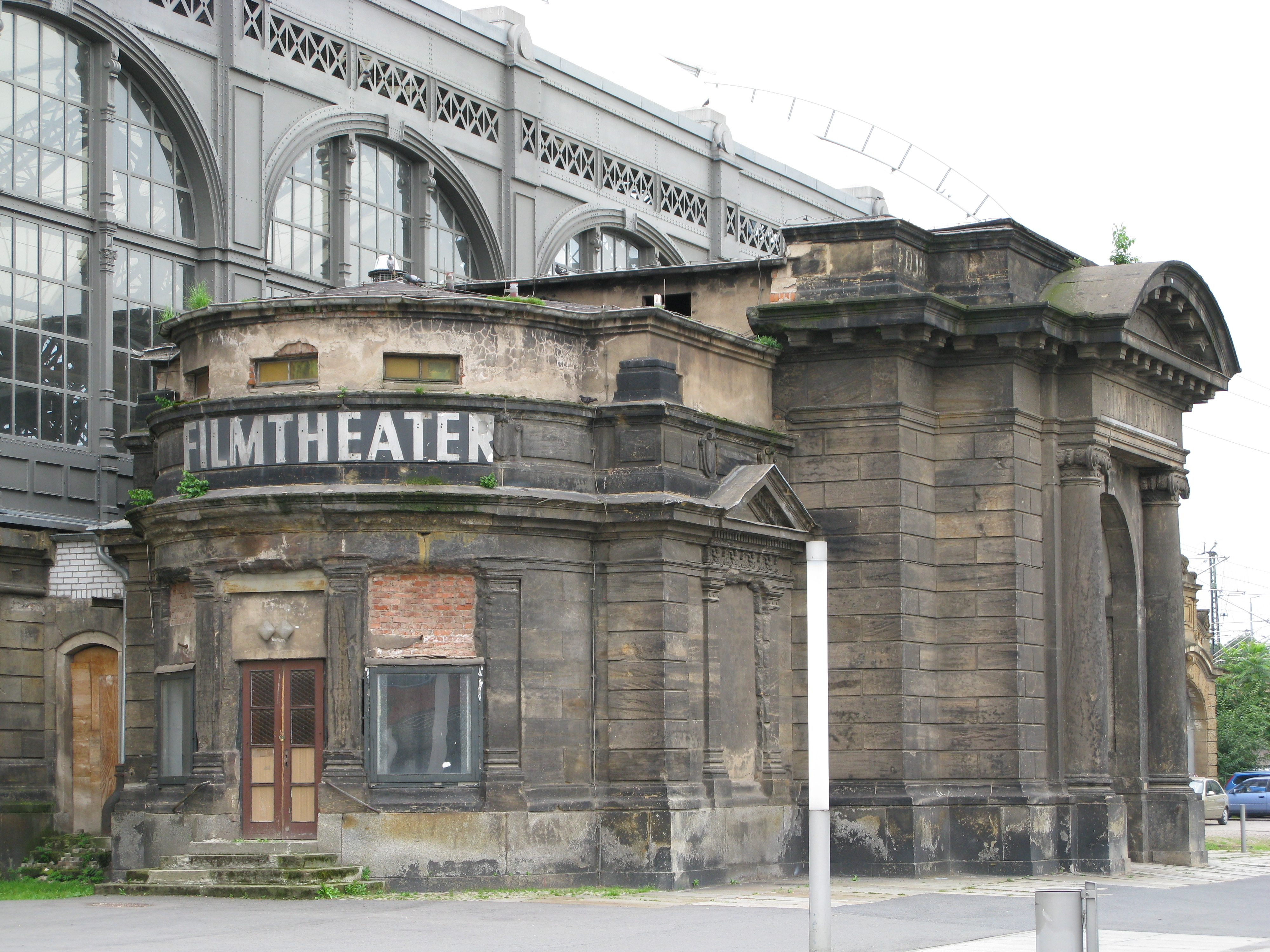
Königspavillon (2009)

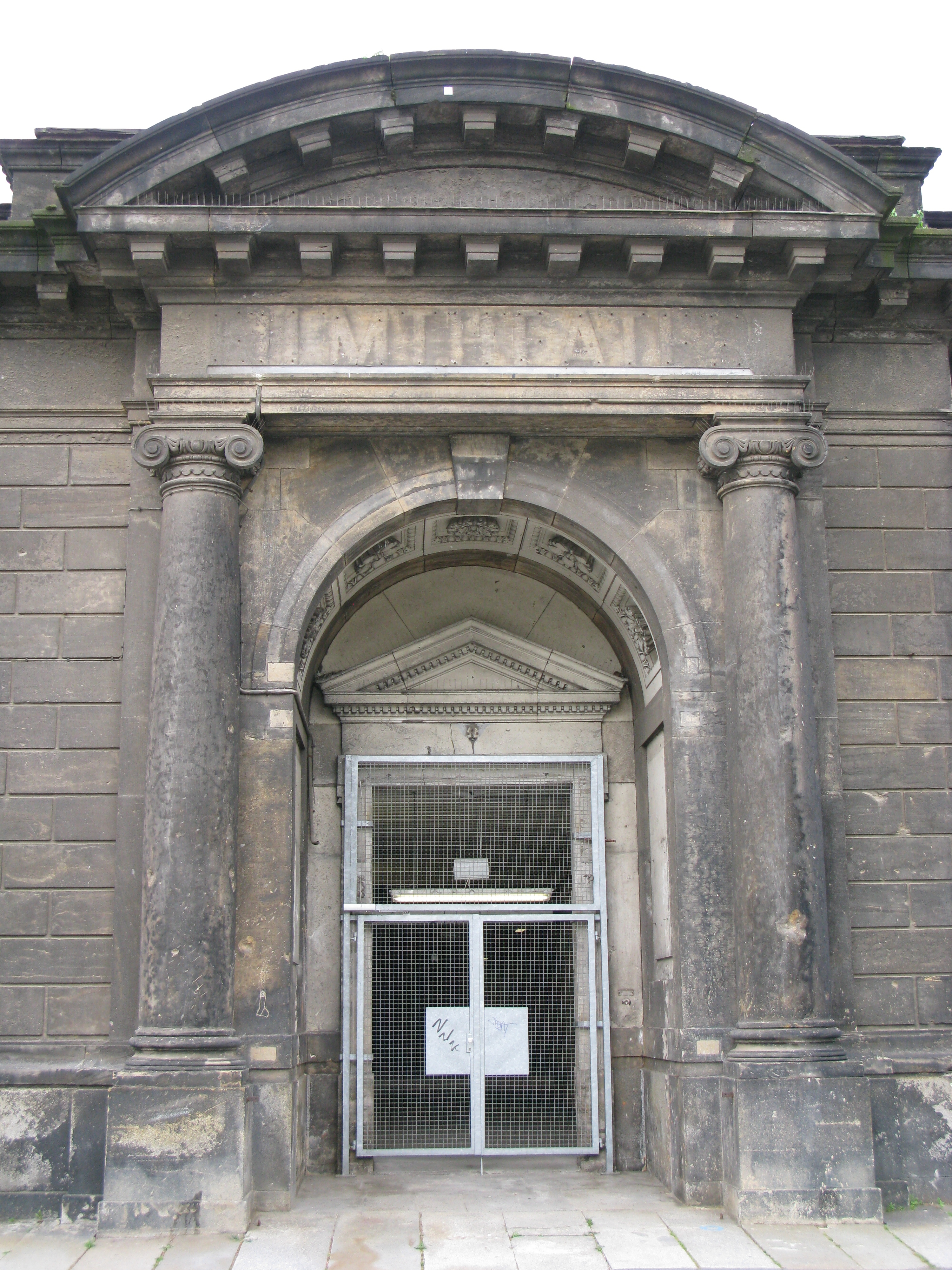
Eingangsportal des Königspavillons (2009)

Im Nordwesten liegt der im Stil des Neobarock errichtete Königspavillon. Ursprünglich diente er zum Empfang von Staatsgästen im Königreich Sachsen. Nach Ende der Monarchie befand sich dort ein Fahrkartenschalter, bevor er im Dritten Reich erneut Funktions- und Würdenträgern vorbehalten war. Nach dem Zweiten Weltkrieg beherbergte der Königspavillon seit 1950 das „Kino im Hauptbahnhof“ mit über 170 Plätzen. Zum 31. Dezember 2000 kündigte die Bahn dem Betreiber, seitdem ist der Pavillon ungenutzt. Während der energetischen Sanierung im Jahr 2010 wurde die Fassade des Königspavillons instand gesetzt, neue Fenster eingesetzt und ein neues Dach aufgesetzt. Mittlerweile ist der Königspavillon als zusätzlicher Eingang in den Hauptbahnhof geöffnet worden und bietet einen direkten Zugang zu den Bahnsteigen 12, 13 und 14 von nordwestlicher Seite. Im Königspavillon selbst soll Raum für Kulturprojekte und Kunstausstellungen sein. Ursprünglich sollten auch an den weiteren Zugängen der Nordseite Pavillons entstehen. Der Verzicht darauf führte zu Kritik von Seiten der Architekten und der Presse, da der Königspavillon nun nicht in ein harmonisches Gefüge integriert würde.
Unter den Hochgleisen der Nord- und Südhalle befanden sich ursprünglich jeweils eine Gepäck-Ausgabe sowie die Betriebsdirektion und -inspektion (Nordhalle) und Räume für das Personal (Südhalle). Seit der Sanierung befinden sich Einkaufsmöglichkeiten für den Reisebedarf unterhalb des östlichen Teils der Nordhalle und eine Wartehalle mit eigenem Fundbüro sowie einer Sanitäranlage unter einem Teil der Südhalle. Der Ausbau der weiteren Räume unterhalb der Nordhalle sowie der Räume unterhalb der Südhalle ist weitgehend abgeschlossen.

### Bahnsteige
Das Mittelschiff bildet heute einen Kopfbahnhof mit sieben Gleisen aus Richtung Nordwesten. Zunächst beherbergte es jedoch nur sechs Bahnsteiggleise. Noch vor dem Zweiten Weltkrieg wurde ein weiteres Bahnsteiggleis in die Anlage integriert, das heutige Bahnsteiggleis 11. Diesem Umbau fielen zwei Gepäckbahnsteige zum Opfer, inzwischen befindet sich nur noch zwischen den Bahnsteigen 5 und 6 ein ehemaliger Gepäckbahnsteig. Die Bahnsteiggleise des Mittelteils liegen ungefähr auf Straßenniveau; alle Durchgangsgleise verlaufen in einer zweiten Ebene 4,50 Meter darüber.
Nord- und Südhalle beherbergen je drei durchgehende Bahnsteiggleise, die in südöstlicher Richtung über das Hallenende hinaus reichen. An den Bahnsteigen 1 und 2 werden diese Abschnitte als Bahnsteige 1a und 2a bezeichnet; durch die Lage der Weichenverbindungen können sie wie eigenständige Bahnsteige genutzt werden. Daneben beherbergt die Nordhalle außerdem ein zusätzliches Durchfahrgleis. Im Zuge der Sanierungsarbeiten seit dem Jahr 2000 wurde die Bahnsteighöhe aktuellen Maßgaben angepasst. Der Ostbau besaß ursprünglich je ein Bahnsteiggleis in Kopflage an seinen äußeren Seiten; heute ist jedoch nur noch Bahnsteig 4 in Nutzung.
Neben baulichen Veränderungen hat sich auch das Nutzungskonzept gewandelt. Es sah ursprünglich vorwiegend Richtungsbetrieb vor. Heute herrscht dagegen Linienbetrieb vor. Die folgende Tabelle gibt eine Übersicht über die Bahnsteigeigenschaften sowie ihre ursprüngliche und heutige Nutzung. Der in den 1930er Jahren hinzugefügte Inselbahnsteig zwischen den Güterzuggleisen südlich der Südhalle besteht seit der Sanierung im neuen Jahrtausend nicht mehr und findet daher keinen Eingang in die Tabelle.
Die Gleisnummerierung änderte sich mit der Inbetriebnahme der elektronischen Stellwerke im Knoten Dresden. Seitdem gibt es keinen Zusammenhang mit der Zählung der Bahnsteigkanten mehr. Die neben der Südhalle liegenden Güterzuggleise sind 240 und 241, in der Südhalle liegen die Gleise 242 bis 245, in der Mittelhalle 260 bis 267 und in der Nordhalle 290 bis 293. Die Kopfgleise des Ostbaues erhielten die Nummern 251 bis 257. Ablesbar sind die Gleisnummern an den Prellböcken und Signalbezeichnungen. Am 15. Dezember 2019 wurden auch die Bahnsteigbezeichnungen im Kontakt mit den Reisenden geändert. Seither sind die Bahnsteige von 1 bis 14 durchgehend nummeriert. Die vorherigen Lücken 5, 7/8 und 15/16 wurden damit geschlossen.
| Bahnsteig | Ort                                                         | Nutzbare Länge [m] | Höhe [cm] | Nutzung im Jahr 2024 | Ursprüngliche Nutzung                                       |
| --------- | ----------------------------------------------------------- | ------------------ | --------- | --- | ----------------------------------------------------------- |
| 1         | Südhalle                                                    | 341                | 55        | Eurocity EC 27 nach Prag Eurocity EC 173 „Hungaria“ nach Budapest Railjet RJ 257 nach Wien Nightjet NJ 457/40457 nach Graz/Budapest Intercity IC 17 nach Rostock/Warnemünde                                                                                               | von Berlin, Leipzig, Meißen nach Bodenbach, Tetschen, Pirna |
| 1a        | Ostbau (Fortführung von Bahnsteig 1 außerhalb der Südhalle) | 210                | 55        | ohne Nutzung |                                                             |
| 2         | Südhalle                                                    | 341                | 55        | Regionalexpress RE 15 nach Hoyerswerda Regionalexpress RE 18 nach Cottbus Regionalbahn RB 31 nach Elsterwerda | von Berlin, Leipzig, Meißen nach Bodenbach, Tetschen, Pirna |
| 2a        | Ostbau (Fortführung von Bahnsteig 2 außerhalb der Südhalle) | 192                | 55        | ohne Nutzung |                                                             |
| 3         | Südhalle                                                    | 416                | 76        | Intercity IC 55 nach Köln Intercity-Express ICE 50 nach Frankfurt (Main)/Wiesbaden Intercity-Express ICE 1076 nach Ostseebad Binz Railjet RJ 256 nach Berlin Nightjet NJ 456/40476 nach Berlin Eurocity EC 27 nach Berlin/Hamburg Eurocity EC 172 „Hungaria“ nach Hamburg | von Berlin, Leipzig, Meißen nach Bodenbach, Tetschen, Pirna |
| 4         | Ostbau (Zugang über Bahnsteig 3)                            | 187                | 55        | ohne Nutzung | nach Bodenbach                                              |
| —         | Ostbau (Zugang über Bahnsteig 12)                           |                    |           | Bahnsteig existiert heute nicht mehr | von Bodenbach                                               |
| 5         | Mittelhalle                                                 | 318                | 55        | S-Bahn S8 nach Kamenz | von und nach Chemnitz                                       |
| 6         | Mittelhalle                                                 | 289                | 55        | vereinzelte Leistungen | von Görlitz nach Reichenbach                                |
| 7         | Mittelhalle                                                 | 289                | 55        | Regionalexpress RE 50 „Saxonia“ nach Leipzig | von Tharandt                                                |
| 8         | Mittelhalle                                                 | 310                | 55        | Regionalbahn RB/TL 60 nach Görlitz Regionalbahn RB/TL 61 nach Zittau | nach Tharandt                                               |
| 9         | Mittelhalle                                                 | 310                | 55        | S-Bahn S 3 nach Tharandt/Freiberg Regionalbahn RB 30 nach Zwickau | von Reichenbach nach Görlitz                                |
| 10        | Mittelhalle                                                 | 363                | 55        | Regionalexpress RE/TLX 1 nach Görlitz Regionalexpress RE/TLX 2 nach Liberec | von und nach Arnsdorf                                       |
| 11        | Mittelhalle                                                 | 363                | 55        | Regionalexpress RE 3 nach Hof | Bahnsteig existierte ursprünglich nicht                     |
| 12        | Nordhalle                                                   | 423                | 76        | Regionalexpress RE 19 nach Altenberg Regionalexpress RE 20 nach Litoměřice | von Bodenbach, Tetschen, Pirna nach Berlin, Leipzig, Meißen |
| 13        | Nordhalle (76-cm-Bahnsteig im Ostbau)                       | 258 / 251          | 55 / 76   | S-Bahn S 1 nach Pirna/Bad Schandau/Schöna S-Bahn S 2 nach Pirna | von Bodenbach, Tetschen, Pirna nach Berlin, Leipzig, Meißen |
| 14        | Nordhalle (76-cm-Bahnsteig im Ostbau)                       | 258 / 251          | 55 / 76   | S-Bahn S 1 nach Meißen S-Bahn S 2 nach Flughafen Dresden | von Bodenbach, Tetschen, Pirna nach Berlin, Leipzig, Meißen |

### Dachkonstruktion

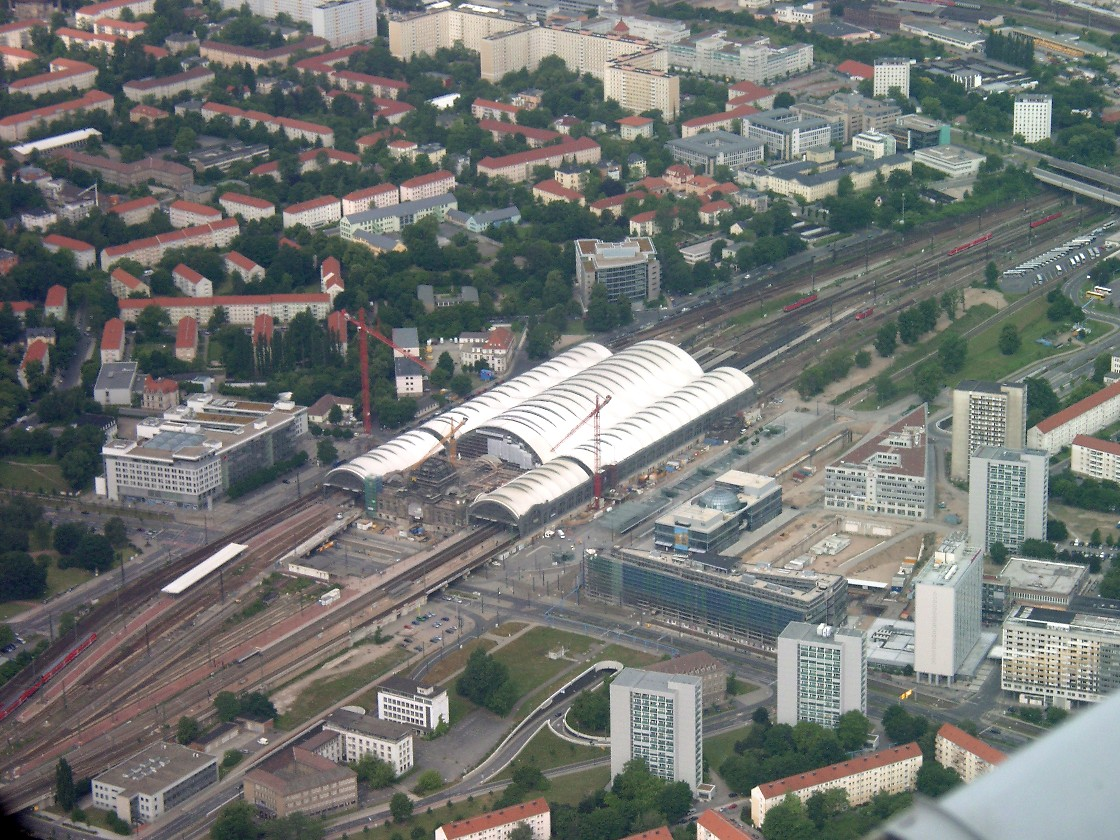
Luftaufnahme des Hauptbahnhofs mit dem neuen Teflondach (2005)

Eine Besonderheit der sanierten Station ist das nach Entwürfen des britischen Architekten Sir Norman Foster sanierte Dach. Die bisherigen gerahmten Glasscheiben wurden durch 0,7 Millimeter dicke Glasfasermembranen, die zwischen die Hallenbögen gespannt sind, ersetzt. Die Membranen sind infolge ihres beidseitigen Teflonüberzugs von je 0,1 Millimeter Dicke selbstreinigend. Es war das erste Mal, dass ein historisches Bauwerk mit diesem neuen Material und dieser Bauweise in Verbindung gebracht wurde. Ausgelegt für eine Lebensdauer von 50 Jahren hält die Membran Zugkräften bis zu etwa 150 Kilonewton pro laufendem Meter Stand. Sie ist von eingewiesenem Personal mit einer Sicherungsausrüstung begehbar.
Die transluzente Membran ist tagsüber weitgehend lichtdurchlässig und wirft nachts das Licht der Bahnhofshalle zurück; von außen erscheint die Konstruktion silberfarben. Über den Hallenbögen sind schmale Schlitze zwischen den Membranen offen gelassen, die insgesamt 67 Oberlichter bilden. Die Dachfläche ist rund 33.000 Quadratmeter (davon 29.000 Quadratmeter Glasfaser-Membran), die vom Dach überdeckte Grundfläche rund 24.500 Quadratmeter groß. Die im Wettbewerb siegreichen Architekten hoben die vergleichsweise einfache Installation, das niedrige Gewicht sowie den niedrigen Instandhaltungsaufwand (Selbstreinigung) hervor. Laut Bahnangaben ist aufgrund der „Zeltkonstruktion“ des Daches auch bei starker Sonneneinstrahlung keine Kühlung erforderlich.
Die Sanierung erfolgte zwischen Februar 2001 und Juli 2006 bei laufendem Zugbetrieb. Dazu waren über den Gleisen Arbeitsbühnen von je 800 Tonnen in den beiden äußeren Hallen und mehr als 1600 Tonnen in der mittleren Halle errichtet worden. Am 15. Mai 2001 begannen Arbeiter mit der Entfernung des alten Glasdachs. Einige der alten Stahlträger und einige neue wurden als Windverband wieder zwischen die Hallenbögen eingebaut. Dann wurden Sekundärtragwerke zum Anhängen der Membranen auf den Bögen errichtet. Insgesamt wurden dabei mehr als 100.000 Schrauben, von denen ein Teil auch Niete der historischen Hallenbögen ersetzten, verbraucht. Auch eine Befahranlage wurde installiert.
In der 1997 begonnenen Planung war die Vollüberdachung der oberen äußeren Bahnsteige ursprünglich enthalten, wurde aber im Jahr 2000 verworfen. Auf die Möglichkeit, die beiden äußeren Membrandächer um 200 Meter über die äußeren Bahnsteige in Richtung Osten zu verlängern, wurde bei deren Bau geachtet.
Das Membrandach wurde durch Witterungseinflüsse mehrfach beschädigt. Im Winter 2010/2011 bildeten sich acht bis zu zwei Meter breite Risse. Zur Beseitigung der Schäden lief Anfang 2013 ein Rechtsstreit. Die DB und die Bank der insolventen Firma Skyspan einigten sich im November 2017 außergerichtlich. Jedes Jahr kommen weitere Schadstellen hinzu, die entweder ausgebessert oder gesichert werden.
Die DB kündigte im August 2019 an, die Zeltdachmembran ab frühestens 2023 komplett auszutauschen. Der Umbau soll 2026 abgeschlossen werden.

### Hauptportal und Empfangsgebäude

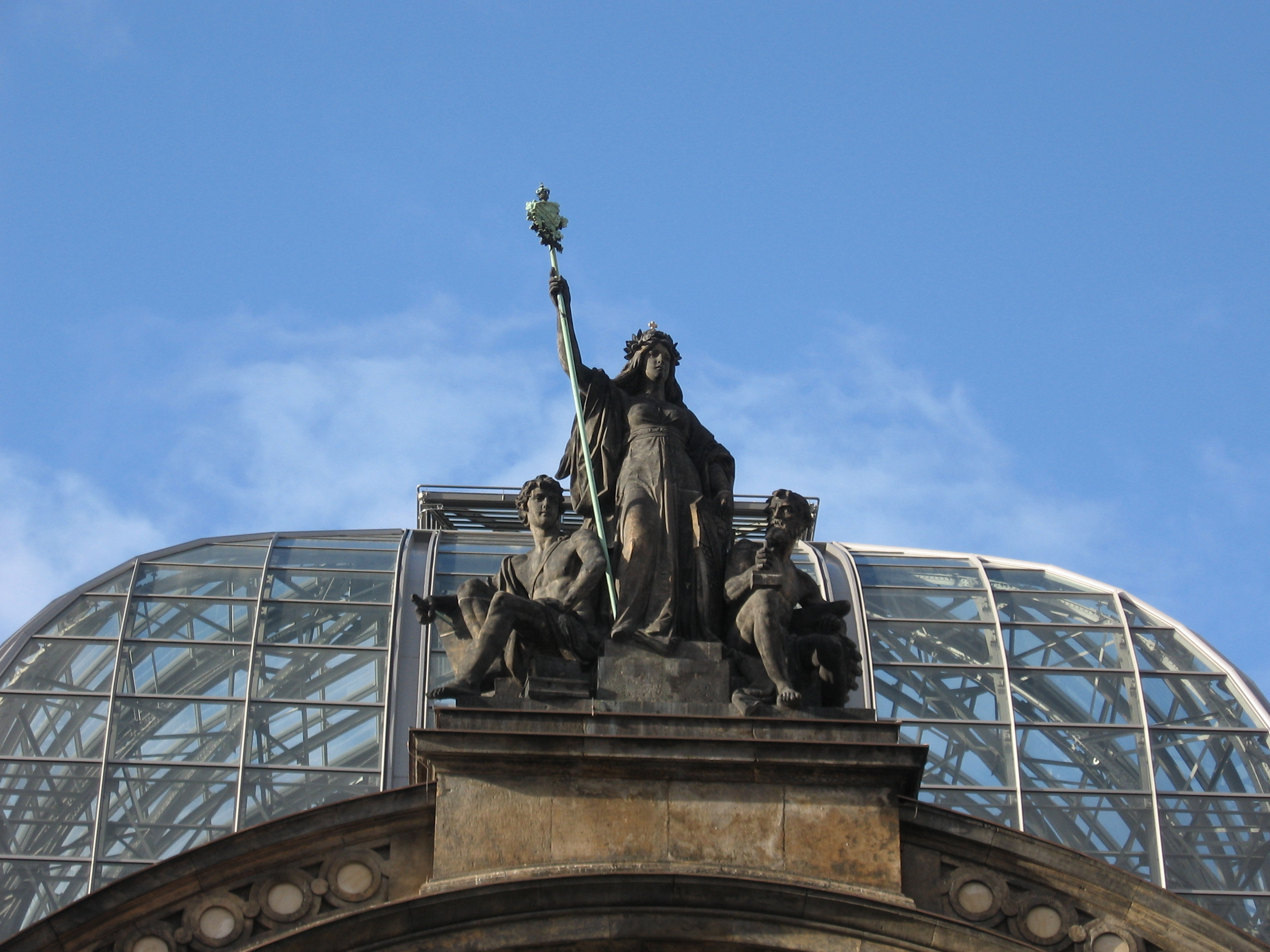
Saxonia über dem Haupteingang (2007)

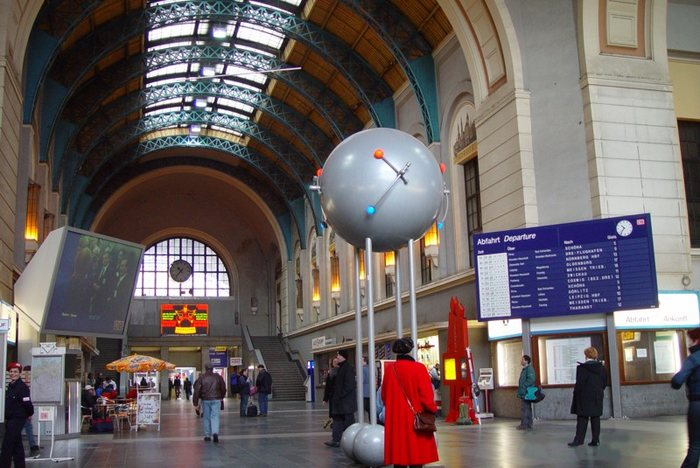
Empfangshalle im Ostflügel (2002)

Das Hauptportal des Empfangsgebäudes ist in einen großen runden Portal-Fenster-Bogen integriert. Das Portal öffnet den wuchtigen Risalit, der die Mitte der Fassade beherrscht. Darüber befindet sich eine Statue der Saxonia, der Patronin Sachsens mit den seitlich angeordneten Allegorien von Wissenschaft und Technik. Sowohl am Portal des Empfangsgebäudes als auch an den seitlich angeordneten Uhrtürmen lässt sich der Bahnhof dem Baustil des repräsentativen Historismus des sächsischen Königreichs in Dresden zuordnen.
Die Empfangshalle besteht aus zwei langgestreckten, T-förmig angeordneten Gängen, die ihren Schnittpunkt unter der großen Glaskuppel der Halle besitzen. Der Hauptgang führt zur Mittelhalle, während die Seitenschiffe über die Hallen parallel zum Querbahnsteig des Mittelschiffs erreicht werden können. Das Empfangsgebäude wurde bei der Sanierung in den Geschäfts- und Verwaltungsräumen großzügig entkernt und besitzt nunmehr weitere Glasdächer zur Belichtung.
Während die Innenräume der Empfangshalle heute schlicht gestaltet sind, erschienen sie bis zur Zerstörung des Bahnhofs im Zweiten Weltkrieg sehr lebendig. Deckenmalereien und die 26 Wappen der Amtshauptmannschaften des Königreichs Sachsen in heraldischen Farben schmückten die Empfangshalle. Die Wartesäle der ersten und zweiten Klasse zierten große Wandbilder aus Porzellanfliesen, geschaffen von Prof. Julius Storm aus Meißen.
Für viele Dresdner bezeichnet seit langer Zeit der Begriff „Unterm Strick“ einen bekannten Treffpunkt: genau unter der Mitte der Kuppel des Hauptbahnhofs Dresden. Vor der Sanierung hing hier, in der Mitte der Empfangshalle, ein so genannter „Strick“, bis 1945 jedenfalls eine dünne Kette, unten mit einem Ring, um eine Lüftungsklappe zu betätigen, herunter. Obwohl seit der Bahnhofssanierung 2000 nichts mehr herabhängt, wird heute noch dieser Ort von vielen Dresdnern mit der alten Bezeichnung als Treffpunkt vereinbart.
Heute befindet sich ein rundes, in der Höhe bewegliches ETFE-Folienkissen von 15 Metern Durchmesser an dieser Stelle des Daches. Es dient im Wesentlichen zur Regulierung der Belüftung.
Im Obergeschoss der Station steht seit September 2006 eine DB Lounge für Fahrgäste der ersten Klasse und Vielfahrer zur Verfügung. Auch im Empfangsgebäude befinden sich Einkaufsmöglichkeiten für Reisebedarf. Die vermietete Verkaufsfläche von 3.969 Quadratmetern verteilt sich zusätzlich auf die Räume unterhalb der Hochgleise der Südhalle; verglichen mit anderen Großstadtbahnhöfen ist sie gering.

## Funktion des Verkehrsbauwerks
Der Hauptbahnhof ist ein wichtiger Verkehrsknotenpunkt in Dresden, der verschiedene Verkehrsträger verknüpft. Er markiert nicht nur den Zugang zum Eisenbahnnetz, sondern auch einen wichtigen Umsteigepunkt im öffentlichen Verkehr, eine niveaufreie Kreuzung zweier hauptrangiger Straßen sowie den Beginn der Dresdner Fußgängerzone durch die Innenstadt.

### Bahnstrecken und -betrieb

#### Verbindende Bahnstrecken

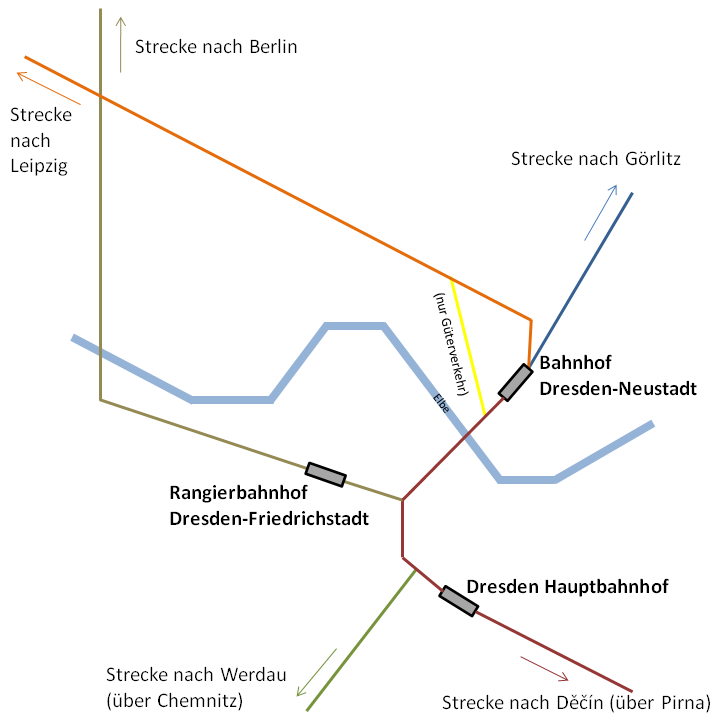
Schematische Darstellung der Bahnstrecken in Dresden mit den wichtigsten Bahnhöfen

Der Dresdner Hauptbahnhof liegt an drei elektrifizierten zweigleisigen Hauptstrecken:
- Die Bahnstrecke Děčín–Dresden-Neustadt (auch Elbtalbahn) (Streckennummer 6240) durchquert den Bahnhof über die beiden seitlichen Hochgleisanlagen und verläuft Richtung Südosten. Sie stellt die Verbindung Richtung Děčín (Tetschen) bzw. Prag durch das Durchbruchstal der Elbe dar. Der Teilabschnitt bis Pirna ist für Geschwindigkeiten bis 160 km/h ausgelegt.

- Ab dem Bahnhofsteil Dresden Hauptbahnhof bis zum Bahnhofsteil Dresden-Neustadt Pbf verläuft parallel eine ein- bzw. zweigleisige Strecke für den Güterverkehr (Streckennummer 6241). Die Strecke zweigt zweigleisig in Dresden Hauptbahnhof ab und verläuft südlich der Südhalle. Ab dem Bahnhofsteil Dresden Mitte über die Marienbrücke bis zum Bahnhofsteil Dresden-Neustadt Pbf ist die Strecke eingleisig, wird von Personenzügen mitgenutzt und mündet eingleisig in die Strecke nach Dresden-Klotzsche.

- Parallel zur Elbtalbahn verläuft die S-Bahn-Strecke Pirna–Coswig (Streckennummer 6239); sie führt durch die Nordhalle des Hauptbahnhofs Dresden.

- Die Bahnstrecke Dresden–Werdau (Streckennummer 6258) beginnt im Hauptbahnhof und zweigt im westlichen Vorfeld niveaufrei ab. Sie stellt den ersten Abschnitt der Sachsen-Franken-Magistrale über Chemnitz, Zwickau und Hof nach Nürnberg dar.

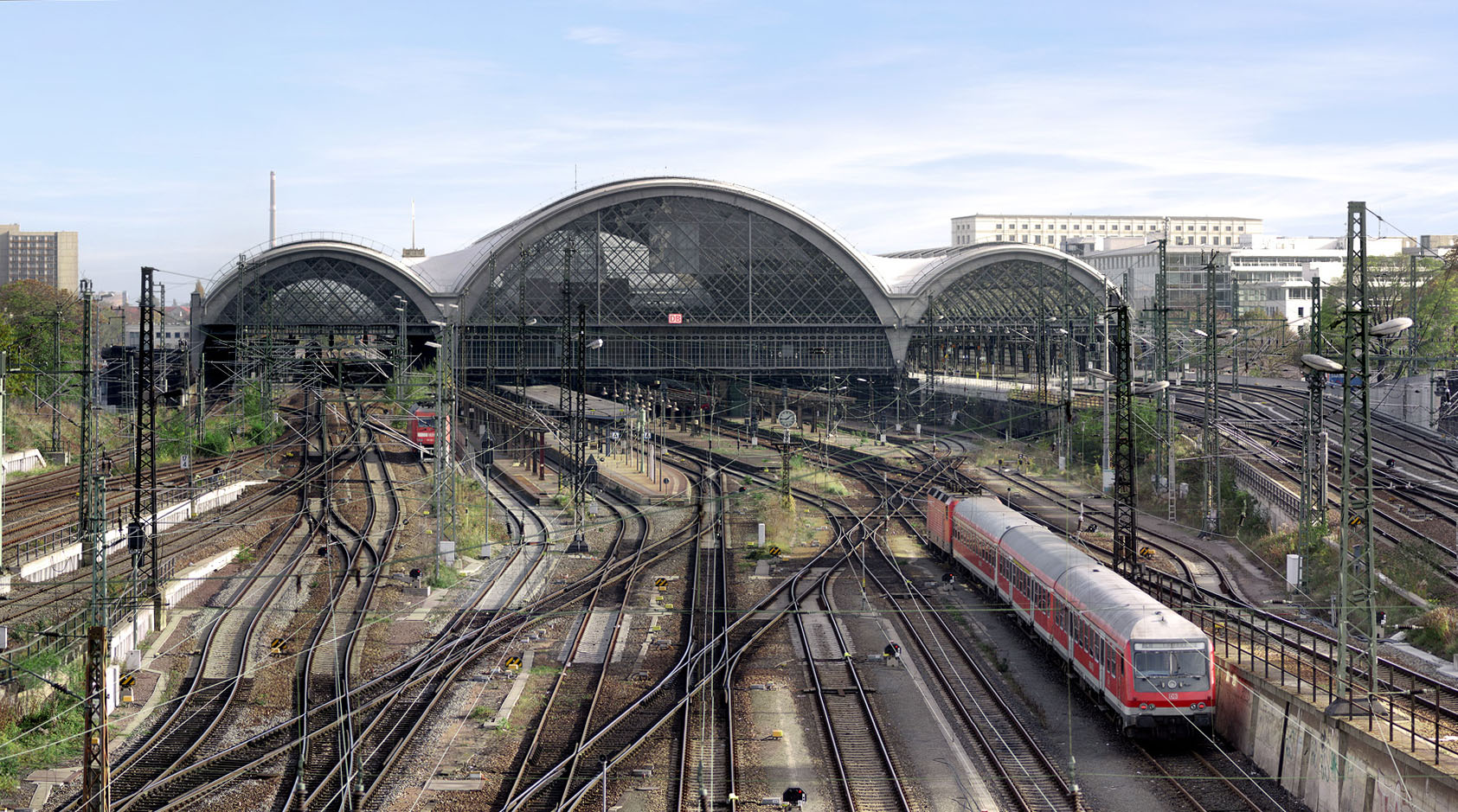
Das westliche Vorfeld führt die beiden Bahnsteigniveaus zusammen und zweigt gleichzeitig eine Hauptstrecke niveaugleich ab

Über das Gleisdreieck zwischen Dresden Freiberger Straße und Dresden Mitte ist der Hauptbahnhof außerdem mit der Bahnstrecke nach Berlin verbunden sowie über Dresden-Neustadt mit der Bahnstrecke nach Leipzig und der Bahnstrecke nach Görlitz.

#### Bahnhofsteile
Mit der Inbetriebnahme der elektronischen Stellwerke im Knoten Dresden änderten sich die Bahnhofsgrenzen in Dresden. Aus mehreren Bahnhöfen mit sicherungstechnischen Einrichtungen der „freien Strecke“ zu den benachbarten Bahnhöfen wurden Bahnhofsteile mit Bahnhofsgleisen zu den benachbarten Bahnhofsteilen. Der Bahnhofsteil Dresden Hbf ist dabei Bestandteil der Betriebsstelle Dresden (DDRE), die aus folgenden Bahnhofsteilen besteht:
- Dresden Hbf
- Dresden-Altstadt
- Dresden Freiberger Straße
- Dresden Freiberger Straße Bahnsteig
- Dresden Mitte
- Dresden-Neustadt Pbf
- Dresden-Neustadt Gbf

Sämtliche einmündenden Strecken haben Einfahrsignale nach Dresden, auch am Gegengleis. Damit hat die Betriebsstelle Dresden insgesamt 15 Einfahrsignale.
Als Besonderheit hat die Strecke nach Dresden-Friedrichstadt sich überlappende Bahnhofsbereiche. Die Einfahrsignale stehen dabei jeweils so, dass sich eine fiktive freie Strecke von negativer Länge ergibt.
Im Bahnhof stehen alle Signale rechts vom Gleis, was normal ist. Eine Besonderheit ist jedoch, dass die Strecken nach Pirna und Coswig diese Regelung ebenfalls anwenden, sodass die Unterscheidung zwischen Bahnhof und freier Strecke erschwert wird. Begründet wird dies mit der besseren Sichtbarkeit der Signale, wenn bei zwei zweigleisigen Strecken nebeneinander sonst Zuordnungsprobleme auftreten könnten.

#### Bahnbetrieb

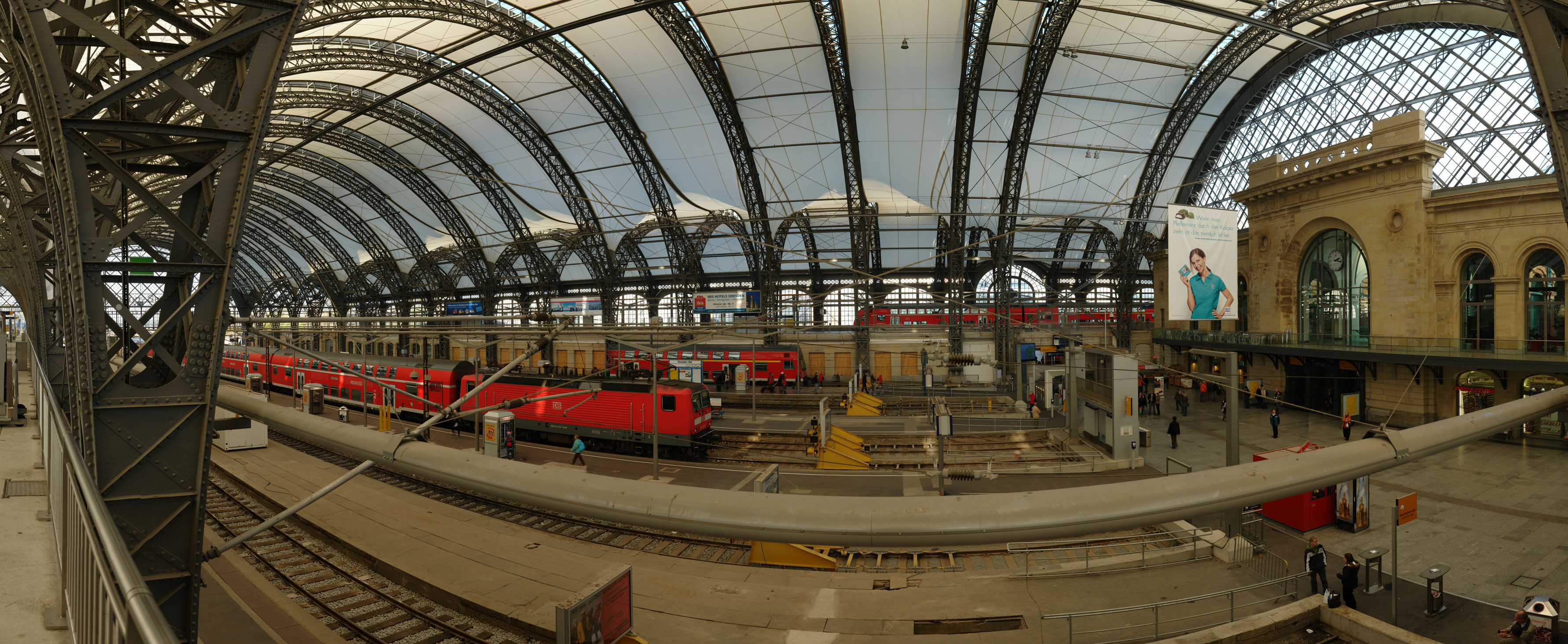
Der Bahnbetrieb im Hauptbahnhof wird in zwei Ebenen abgewickelt

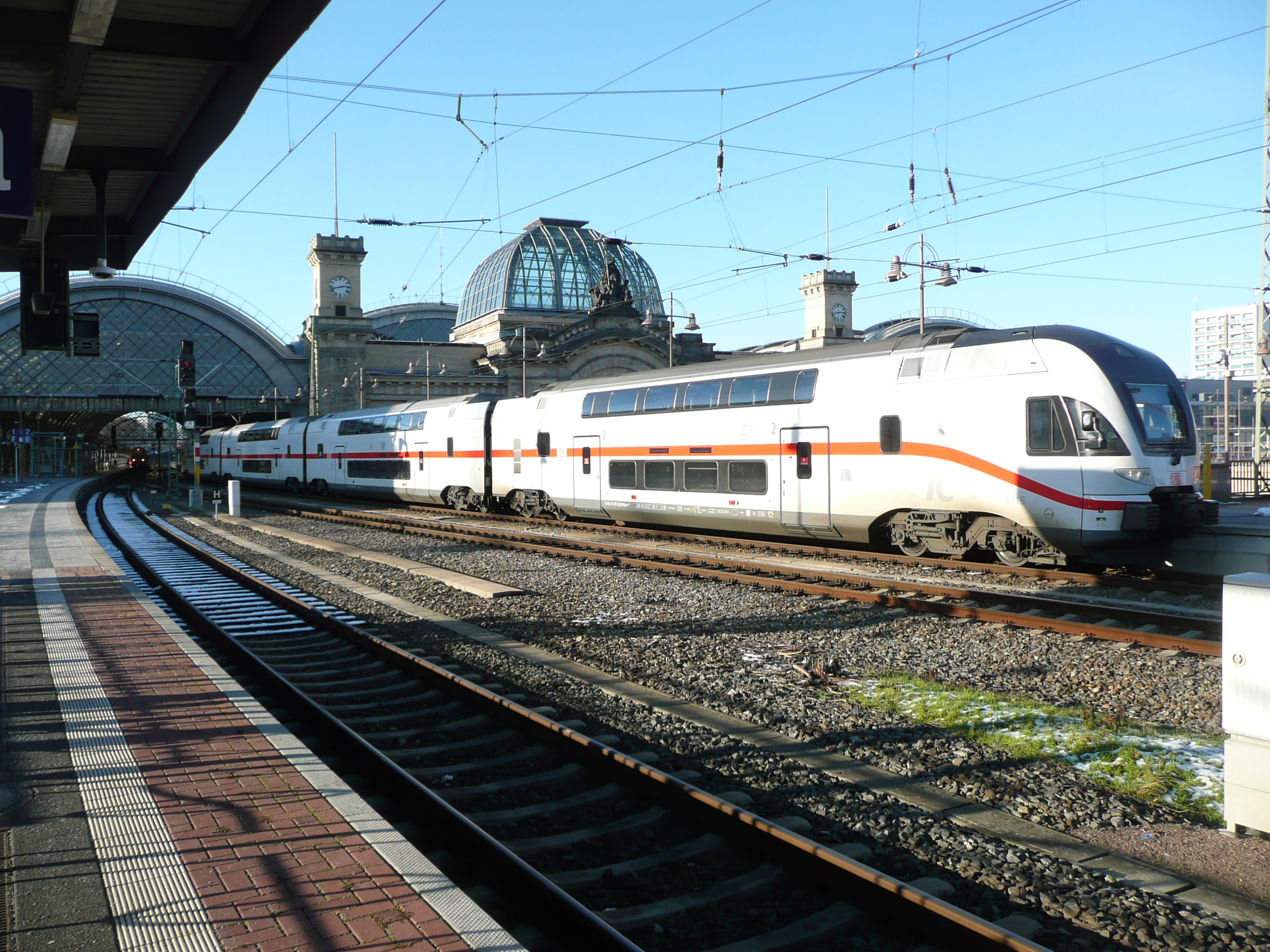
Ein IC2 von DB Fernverkehr aus Rostock ist am Bahnsteig 3 angekommen

In Dresden kreuzen sich zwei Ferneisenbahnkorridore. Neben der für den Fernreiseverkehr wichtigen Trasse nach Leipzig besteht außerdem der Nord-Süd-Korridor von Berlin über Dresden und Prag nach Wien. Ein dritter Korridor von Nürnberg nach Breslau hat in Deutschland und Polen an Bedeutung verloren und wird nicht mehr im Fernverkehr bedient.
Die Reisezeiten ab Dresden betragen nach
- Leipzig (120 km) 65 Minuten, mit Zwischenhalten in Dresden-Neustadt und Riesa; entsprechend 110 km/h Reisegeschwindigkeit;
- Berlin (Hauptbahnhof, tief) (182 km) 110 Minuten, mit Zwischenhalten in Dresden-Neustadt und Berlin-Südkreuz; entsprechend 99 km/h Reisegeschwindigkeit;
- Prag (Holešovice) (191 km) 126 Minuten, mit Zwischenhalten in Bad Schandau, Děčín und Ústí nad Labem; entsprechend 90 km/h Reisegeschwindigkeit.

In den Planungen der Europäischen Union ist der Hauptbahnhof Ausgangspunkt der „Paneuropäischen Verkehrskorridore III und IV“ nach Kiew beziehungsweise Südosteuropa. Im Nachtverkehr bediente der EuroNight Metropol noch bis einschließlich 9. Dezember 2017 die Relation Berlin – Budapest/Wien. Bis Fahrplanwechsel 2016/2017 bedienten der CityNightLine Canopus (Prag–Zürich) und der CityNightLine Kopernikus (Prag–Köln) den Dresdner Hauptbahnhof. Diese beiden Nachtzüge wurden aus Prag kommend hier getrennt. Seit Juni 2020 wird der Bahnhof vom internationalen Fernzug Vindobona (Berlin–Prag–Graz) angefahren. Seit Anfang 2022 ist der Dresdener Hauptbahnhof in das Express Rail System der Deutschen Lufthansa eingebunden. Es gibt täglich eine Verbindung mit den Regiojet nach Prag.

#### Fernverkehr
| Linie       | Fahrtverlauf | Takt (min)                                                                 | Betreiber                      |
| ----------- | --- | -------------------------------------------------------------------------- | ------------------------------ |
| ICE 27      | Dresden Hbf – Dresden-Neustadt – Berlin Ostbahnhof – Berlin Hbf – Berlin-Spandau – Wittenberge – Büchen – Hamburg-Bergedorf – Hamburg Hauptbahnhof – Hamburg-Altona | ein Zugpaar wochentags                                                     | DB Fernverkehr                 |
| ICE 27      | Dresden Hbf – Dresden-Neustadt – Berlin-Südkreuz – Berlin Hbf – Berlin Gesundbrunnen | ein Zug freitags und sonntags                                              | DB Fernverkehr                 |
| ICE 50      | Lufthansa Express Rail Dresden Hbf – Dresden-Neustadt – Riesa – Leipzig – Erfurt – Gotha – Eisenach – Fulda – Frankfurt (Main) Hbf – Frankfurt (M) Flughafen – Mainz – Wiesbaden | 120                                                                        | DB Fernverkehr                 |
| IC 17       | (Warnemünde –) Rostock – Waren (Müritz) – Neustrelitz – Oranienburg – Berlin Gesundbrunnen – Berlin Hbf – Berlin-Südkreuz – Flughafen BER – Doberlug-Kirchhain – Elsterwerda – Dresden-Neustadt – Dresden Hbf (– Freiberg – Chemnitz Hbf)                                                          | 120                                                                        | DB Fernverkehr                 |
| IC 55       | Dresden Hbf – Leipzig – Halle (Saale) – Köthen – Magdeburg – Hannover – Bielefeld – Dortmund – Wuppertal – Solingen – Köln – Bonn – Mainz – Mannheim – Heidelberg – Karlsruhe / Stuttgart (– Tübingen)                                                                                             | 120                                                                        | DB Fernverkehr                 |
| IC 56       | Dresden Hbf – Riesa – Leipzig – Bitterfeld – Dessau – Magdeburg – Braunschweig – Hannover – Nienburg – Verden – Bremen – Oldenburg – Leer – Emden | ein Zug freitags (Oldenburg – Dresden); ein Zug sonntags (Dresden – Emden) | DB Fernverkehr                 |
| EC 27       | (Budapest-Nyugati – Bratislava hl.st. – Brno hl.n. –) Praha hl.n. – Dresden Hbf – Berlin-Südkreuz – Berlin Hbf – (Hamburg Hbf – Kiel Hbf / Flensburg) | 120                                                                        | DB Fernverkehr/České dráhy     |
| RJ256/RJ257 | Vindobona Graz Hbf – Wien Hbf – Brno hl.n. – Praha hl.n. – Bad Schandau – Dresden Hbf – Elsterwerda – Doberlug-Kirchhain – Berlin Südkreuz – Berlin Hbf (– Berlin-Charlottenburg) | ein Zugpaar                                                                | České dráhy/ÖBB                |
| 12 N        | Praha hl.n. – Praha-Holešovice – Ústí nad Labem hl.n. – Děčín hl.n. – Bad Schandau – Dresden Hbf – Dresden-Neustadt – Riesa – Leipzig Hbf – Naumburg (Saale) Hbf – Frankfurt (Main) Hbf – Karlsruhe Hbf – Baden-Baden – Offenburg – Freiburg (Breisgau) Hbf – Basel Bad Bf – Basel SBB – Zürich HB | ein Zugpaar wochentags                                                     | ÖBB/DB Fernverkehr/České dráhy |

Zwischen Riesa und Dresden gelten in Fernzügen die Freifahrt für Schwerbehinderte und Wochen- oder Monatskarte des VVO.

#### Regionalverkehr
| Linie                    | Fahrtverlauf                                                                                             | Takt (min)                       | EVU / Fahrzeuge                                           | Marke / Linienname       |
| ------------------------ | --- | -------------------------------- | --------------------------------------------------------- | ------------------------ |
| RE 1                     | Dresden Hbf – Dresden Mitte – Bischofswerda – Bautzen – Löbau (Sachs) – Görlitz (– Zgorzelec)            | mo–fr: 60, sa+so: 120            | Die Länderbahn / 642                                      | Trilex                   |
| RE 2                     | Dresden Hbf – Dresden Mitte – Dresden-Neustadt – Bischofswerda – Ebersbach (Sachs) – Zittau (– Liberec)  | 120                              | Die Länderbahn / 642                                      | Trilex                   |
| RE 3                     | Dresden Hbf – Freiberg (Sachs) – Chemnitz Hbf – Zwickau (Sachs) Hbf – Hof Hbf                            | 060                              | Bayerische Oberlandbahn / 1440                            | Mitteldeutsche Regiobahn |
| RE 15                    | Dresden Hbf – Dresden Mitte – Dresden-Neustadt – Coswig (b Dresden) – Ruhland – Hoyerswerda              | 120                              | DB Regio Nordost / 112+Doppelstockwagen 97, 442           |                          |
| RE 17                    | Dresden Hbf – Freiberg (Sachs) – Chemnitz Hbf                                                            | Zwei Zugpaare                    | DB Fernverkehr / IC 2 (Stadler)                           |                          |
| RE 18                    | Dresden Hbf – Dresden Mitte – Dresden-Neustadt – Coswig (b Dresden) – Ruhland – Cottbus                  | 120                              | DB Regio Nordost / 112+Doppelstockwagen 97, 442           |                          |
| RE 19                    | Dresden Hbf – Heidenau – Kurort Altenberg (Erzgeb)                                                       | Einzelzüge, nicht täglich        | DB Regio Südost / 642                                     |                          |
| RE 20                    | Dresden Hbf – Pirna – Bad Schandau – Děčín hl. n. – Ústí nad Labem hl. n.– Litoměřice                    | zwei Zugpaare, nur am Wochenende | DB Regio Südost / 642, ČD-BR 371 + Abteilwagen            |                          |
| RE 50                    | Dresden Hbf – Dresden Mitte – Dresden-Neustadt – Coswig (b Dresden) – Riesa – Leipzig Hbf                | 060                              | DB Regio Südost / 146.0/146.2+Doppelstockwagen 07/03, 442 | Saxonia-Express          |
| RB 30                    | Dresden Hbf – Freiberg (Sachs) – Chemnitz Hbf – Zwickau (Sachs) Hbf                                      | 060                              | Bayerische Oberlandbahn / 1440                            | Mitteldeutsche Regiobahn |
| RB 31                    | Dresden Hbf – Dresden-Friedrichstadt – Coswig (– Großenhain Cottb Bf – Elsterwerda – Elsterwerda-Biehla) | 060                              | DB Regio Nordost / 112+Doppelstockwagen 97, 442           |                          |
| RB 60                    | Dresden Hbf – Dresden Mitte – Dresden-Neustadt – Bischofswerda – Bautzen – Löbau (Sachs) – Görlitz       | 120                              | Die Länderbahn / 642                                      | Trilex                   |
| RB 61                    | Dresden Hbf – Dresden Mitte – Dresden-Neustadt – Bischofswerda – Ebersbach (Sachs) – Zittau              | 120                              | Die Länderbahn / 642                                      | Trilex                   |
| Stand: 12. Dezember 2021 | |                                  |                                                           |                          |

#### S-Bahn
| Linie | Fahrtverlauf | Takt                                                                 | EVU             |
| ----- | --- | -------------------------------------------------------------------- | --------------- |
| S 1   | Meißen-Triebischtal – Radebeul – Dresden-Neustadt – Dresden Mitte – Dresden Hbf – Heidenau – Pirna – Bad Schandau (– Schöna) | 10/20 (Meißen-Triebischtal–Pirna Mo–Fr zur HVZ) 030 (60 nach Schöna) | DB Regio Südost |
| S 2   | Dresden Flughafen – Dresden-Klotzsche – Dresden-Neustadt – Dresden Mitte – Dresden Hbf – Heidenau – Pirna                    | 030 (nach Pirna Mo-Sa)                                               | DB Regio Südost |
| S 3   | Dresden Hbf – Freital – Tharandt (– Freiberg (Sachs) (HVZ))                                                                  | 060 (HVZ 30 Dresden Hbf–Tharandt)                                    | DB Regio Südost |
| S 8   | Dresden Hbf – Dresden Mitte – Dresden-Neustadt – Dresden-Klotzsche – Radeberg – Kamenz (Sachs)                               | 060 (HVZ 30)                                                         | DB Regio Südost |

### Verkehrsaufkommen
Täglich benutzen rund 64.500 Reisende den Bahnhof (Stand 2018). Es gibt 530 Zughalte. Im Personenverkehr wird er von DB Fernverkehr, DB Regio (Südost), der Bayerischen Oberlandbahn (Markenname „Mitteldeutsche Regiobahn“) und Der Länderbahn (Markenname „Trilex“) angefahren. Zusätzlich passieren täglich etwa 200 Güterzüge verschiedener Eisenbahnverkehrsunternehmen den Bahnhof.
Häufigstes direktes Ziel außerhalb des S-Bahn-Raums ist Leipzig mit täglich bis zu 32 Verbindungen. Weitere häufige Fernverkehrsziele sind Berlin, Hamburg, Frankfurt am Main, Wiesbaden und Prag. Die Sachsen-Franken-Magistrale über Chemnitz und durch das Vogtland nach Nürnberg hat in den letzten Jahren trotz Ausbaus der Strecken im Fernverkehr an Bedeutung verloren und wird derzeit nur noch im Regionalverkehr bedient. Eine Wiederaufnahme des Fernverkehrs zumindest zwischen Dresden und Chemnitz befindet sich mit Stand 2021 in Diskussion.
Die Zahl der Direktverbindungen entspricht der eines Bahnhofes mit überregionaler Bedeutung als Umsteigebahnhof. Er gehört zu den 21 Bahnhöfen der höchsten Kategorie der DB Station&Service.

### Verkehrsanbindung

#### Öffentlicher Verkehr
Der Hauptbahnhof ist dominierender innerstädtischer Anlaufpunkt für den überregionalen öffentlichen Verkehr. Von Beginn an bezogen ihn die Dresdner Verkehrsbetriebe beziehungsweise ihre Vorgängerorganisationen in ihr städtisches Straßenbahnnetz ein. Heute markiert er zusammen mit Postplatz, Albertplatz und Pirnaischen Platz einen der vier großen Straßenbahnknotenpunkte. Die erste Kraftomnibuslinie Dresdens verkehrte ab April 1914 ebenso über den Hauptbahnhof wie die Überland-Linienbusse der Kraftverkehrsgesellschaft Freistaat Sachsen (KVG) von 1919 bis zum Ende des Zweiten Weltkriegs.

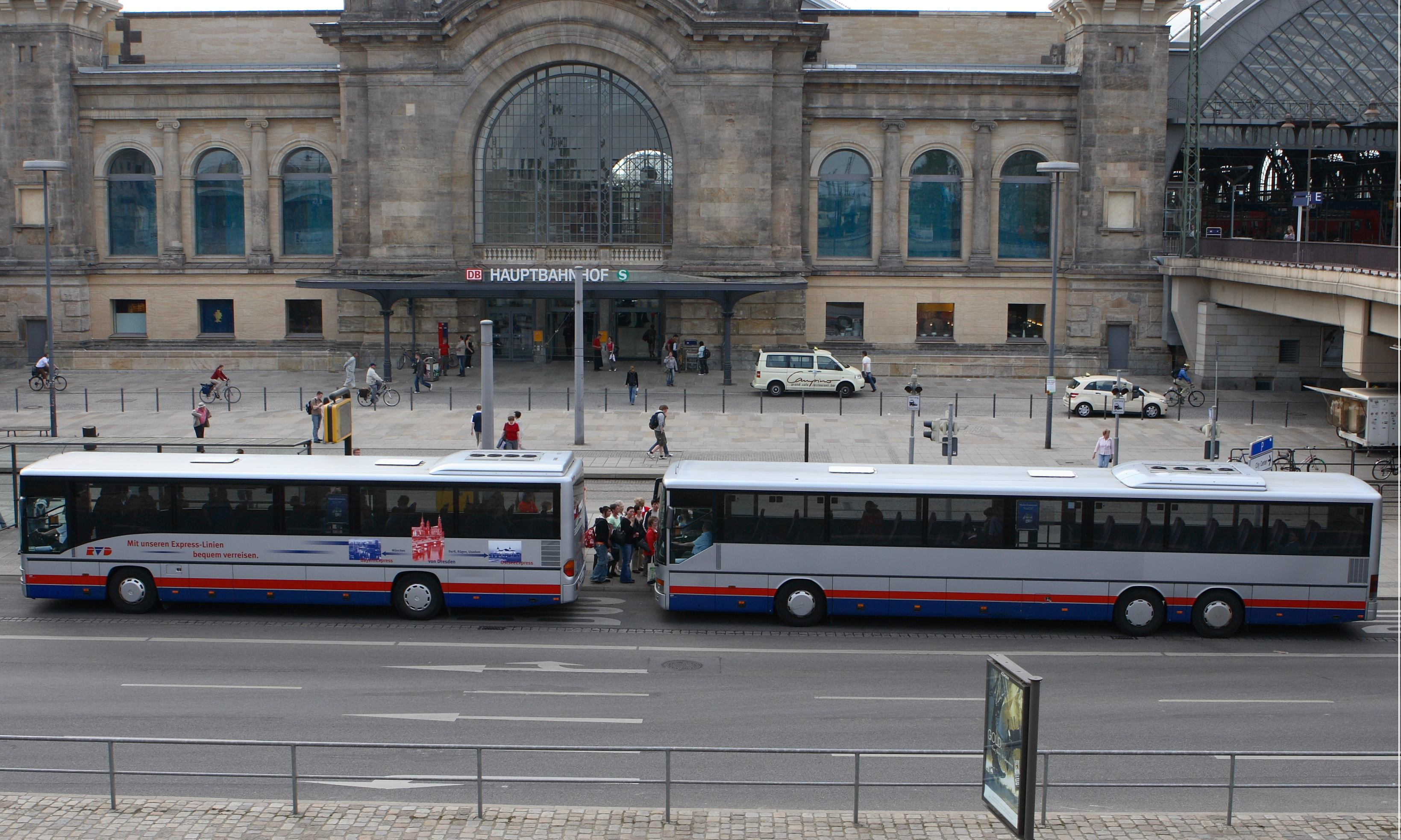
An den Bushaltestellen vor dem Haupteingang halten derzeit sowohl Stadt- als auch Regionalbuslinien

Straßenbahnhaltestellen befinden sich auf dem Bahnhofsvorplatz zur B170 hin sowie auf dem Wiener Platz. Die Wegstrecke vom Mittelschiff hin zu den Straßenbahnhaltestellen beträgt je etwa 100 Meter. Der Übergang ist von den Kopfbahnsteigen aus ebenerdig. Ebenfalls dem Empfangsgebäude vorgelagert ist die Bushaltestelle, an der neben Stadtbuslinien auch Regionalbusse verkehren. Im Rahmen der weiteren Sanierung soll ein neuer Zentraler Omnibusbahnhof (ZOB) am westlichen Ende des Wiener Platzes entstehen. Busreisende sollen dann den Bahnhofszugang durch den Königspavillon nutzen können.
Am Bahnhof halten regulär vier Straßenbahnlinien (3, 7, 8, 10), eine Stadtbuslinie (66) und mehrere Regionalbuslinien des Regionalverkehrs Sächsische Schweiz-Osterzgebirge sowie weitere überregionale Verkehrsunternehmen. Neben Zielen im Umland Dresdens werden u. a. Linien nach Annaberg-Buchholz, Olbernhau und Mittweida bedient, direkt erreichbar ist auch das tschechische Teplice. Darüber hinaus halten die zwei Straßenbahnlinien 9 und 11 an der Haltestelle Hauptbahnhof Nord, die etwa 150 Meter nordöstlich der Station liegt. In der Bayerischen Straße südlich des Hauptbahnhofs befinden sich die Haltestellen diverser Fernbuslinien. Nach Fertigstellung des geplanten ZOB soll dieser von allen Regional- und Fernbuslinien bedient werden.
| Linie | Fahrtverlauf (Stand 2019)                                                                            | normaler Takt                                  | Haltestelle(n) |
| ----- | --- | ---------------------------------------------- | -------------- |
| 3     | Coschütz ↔ Wilder Mann                                                                               | 10 min + einzelne Verstärker in HVZ bis Plauen | HBF Nord, HBF  |
| 7     | Weixdorf, Rathenaustraße ↔ Pennrich Gleisschleife                                                    | 10 min                                         | HBF Nord, HBF  |
| 8     | Hellerau, Kiefernweg ↔ Südvorstadt                                                                   | 10 min                                         | HBF Nord, HBF  |
| 9     | Prohlis, Gleisschleife ↔ Kaditz, Riegelplatz                                                         | 10 min                                         | HBF Nord       |
| 10    | Striesen, Ludwig-Hartmann-Str. ↔ Friedrichstadt Messe Dresden                                        | 10 min                                         | HBF            |
| 11    | Bühlau, Ullersdorfer Platz ↔ Zschertnitz, Münzmeisterstraße                                          | 10 min                                         | HBF Nord       |
| 66    | Dresden Mockritz/Freital-Deuben Busbahnhof ↔ Dresden Nickern Alter Postweg/Dresden Lockwitz, Am Plan | 20 / 20 min + einzelne Verstärker bis Südhöhe  | HBF            |
| 261   | Dresden Ammon-/Budapester Straße ↔ Sebnitz Brückenschänke                                            | 60 min                                         | HBF            |
| 333   | Dresden Pirnaischer Platz ↔ Hetzdorf (Halsbrücke), Klinik                                            | 30–60 min                                      | HBF            |
| 360   | Dresden Ammon-/Budapester Straße ↔ Dippoldiswalde ↔ Altenberg Bahnhof ↔ Teplice Bahnhof              | 30 / 60 / 120 min                              | HBF            |
| 366   | Dresden Ammon-/Budapester Straße ↔ Possendorf Hauptstraße                                            | einzelne Fahrten                               | HBF            |
| 424   | Dresden Ammon-/Budapester Straße ↔ Nossen Markt                                                      | 60 min                                         | HBF            |

#### Individualverkehr
Anfahrten mit dem PKW mit Haltemöglichkeit sind in der Nähe der Eingänge auf der Südseite des Bahnhofs vorgesehen. Eine Tiefgarage mit 350 Stellplätzen befindet sich unter dem Wiener Platz direkt vor den Nordeingängen des Bahnhofs. Sie wird über den Straßentunnel unter dem Platz in östlicher Fahrtrichtung erreicht. Weiteren Parkraum gibt es in Tiefgaragen und Parkhäusern entlang der Prager Straße sowie südlich des Bahnhofs.

## Auszeichnungen
Der sanierte Dresdner Hauptbahnhof erhielt 2007 den Renault Traffic Future Award für besondere Verkehrsarchitektur. Darüber hinaus erreichte das Architekturbüro Foster und Partner im selben Jahr einen zweiten Platz bei der Vergabe des Stirling-Preises und im Jahr 2008 wurde das neue Hallendach mit dem Brunel Award, einem Preis für Eisenbahndesign, ausgezeichnet. Im August 2014 erhielt der Bahnhof von der Allianz pro Schiene den Titel Bahnhof des Jahres in der Kategorie Großstadtbahnhof. Damit würdigte die Jury den Bahnhof als „Denkmal einer lichten, beschwingten Leichtigkeit“.